# 2011年のラジオ (日本)
2011年のラジオ (日本)では、2011年の日本のラジオ番組、その他ラジオ界の動向について記す。

## 概説
この年は、ラジオのみならず放送界にとって大きな節目の年にあたる。
1951年（昭和26年）9月1日に中部日本放送（現・CBCラジオ）と毎日放送が日本初の商業民放（今日でいうところの民放）として開局してから60周年という節目にあたる。また、この年の7月24日でテレビジョン放送はアナログ放送が終了 したことから、FM放送で使用しているVHF帯域の12ch・70MHz分が空くことになる。この空いた帯域の利用法を巡って、テレビ7ch相当の領域を使い、デジタルラジオ放送実用化の可能性を探る実験が進められていたが、当該領域は業務用無線に転用されることが決まり、各社はFM放送と連続する18MHz分の帯域を使った新たな放送を始めることを決めた。実はデジタルラジオ放送の実験では、簡易動画付きの放送も行われていた。これらをベースにした新たな放送が行われる一方、デジタル放送特有の「遅延問題」による災害対策への影響も考慮し、ラジオについては従来のアナログ放送も残される。
前年、民放では初めて、新たな引き受け手が無く完全に消滅する事業者が発生した。“RADIO-i”こと愛知国際放送である。ラジオ単営事業者も広告収入の減少により苦しい経営を強いられるところが相変わらず多く、第2の“RADIO-i”がいつ発生してもおかしくない状況が続いている。還暦とデジタル時代を迎え、民放はその在り方を引き続き問われている。

## 主な番組関連の出来事

### 1月
- 1月1日 - 2010年（平成22年）8月2日に食道がんの手術を受け、休業していたミュージシャンで歌手の桑田佳祐が、この日の「桑田佳祐のやさしい夜遊び」（TOKYO FM・JFN、23:00）の生放送で復帰。なお前日には第61回NHK紅白歌合戦（NHK総合・ラジオ第1）にスペシャルゲストで出演した。
- 10日 - マクドナルド提供で100局生放送特番「Big America 2 Radio Special Program!」を放送（局ごとに番組、放送時間は異なる）[3]。
- 29日、30日 - 日本武道館にて『セイ!ヤング・オールナイトニッポンコンサート Are you ready? Oh!』開催。
- 31日 - 文化放送『走れ!歌謡曲』の月曜日担当パーソナリティ、松井陽子がこの日（2月1日未明）の放送を最後に卒業[4]。

### 2月
- 3日 - 前日に発覚した大相撲八百長問題を受け、2月に開催される予定だった花相撲が相次いで中止となった。NHKは、11日に東京・両国国技館で開催予定だった『第44回NHK福祉大相撲』の中止を発表。松本正之会長が定例記者会見で明らかにした[5]。6日に両国国技館で開催予定だった『日本大相撲トーナメント第三十五回大会』（勧進元：フジテレビ）も中止[6]。なお『日本大相撲トーナメント』は後援社である文化放送で16:00から生中継される予定だった[7]。同局では代替として『しろバラスペシャル 大相撲たっぷり語ります』に変更し、日本相撲協会の臨時理事会のリポートや、一連の八百長問題についてリスナーからFAXやメールを募集するなどの企画を実施[8]。
- 6日 - NHKは、大相撲3月場所の開催中止決定を受け、3月13日からの場所中に中継放送を予定していた時間帯の編成を発表。中継を放送予定だったラジオ第1放送では『つながるラジオ』などの通常番組を放送[9]。
- 11日 - InterFMの『FIVE STARS』を、テレビ東京と同じ日本経済新聞グループの日経ラジオ社で13:00から一曜日30分ずつ傑作選を放送[10]。
- 15日 - 文化放送の社長定例会見が行われ、3月から『走れ!歌謡曲』の月曜担当パーソナリティに、4月にデビューする新人歌手の伊藤美裕を起用することを発表。また『文化放送ライオンズナイター』のイメージキャラクターに、西武ライオンズ、読売ジャイアンツなどでプレーした元プロ野球選手の清原和博を起用することも発表された[11]。

### 3月
- 11日 - 11日午後、東日本大震災発生。ラジオ各局の編成にも大きな動きが出た。
  - 11日 - NHK・民放ラジオ各局が11日午後から予定番組を大幅に変更し、報道特別番組を編成して対応。
  - 15日 - ラジオNIKKEIが、ラジオ福島の震災特別番組の全国放送を開始。短波放送のラジオNIKKEI第1放送と、インターネット「radiko」を通じて配信、3月いっぱい放送[12]。
- 13日 - TOKYO FMとニッポン放送が、FM・AM局の垣根を越えたコラボレーション特番を放送する予定だった。TFM側は『第一生命 presents TOKYO FM サンデースペシャル〜部下と上司 仕事のホンネ』、ニッポン放送側は『茂木健一郎のサンデー ズバリ!ラジオ 上司と部下 仕事のホンネ』としてそれぞれ放送予定だったが[13]、11日に発生した東日本大震災に伴う特別編成のためいずれも延期となった[14]。
- 20日 - 沖縄県那覇市松山の沖縄ナムラホールで、コンサート『全国民放FM52局&KDDI present MEET THE MUSIC LIVE with Superfly』開催、幹事局のFM沖縄をはじめ全国のFM局で同時生中継予定だったが、東日本大震災による放送局事情に配慮し中止となった。
- 21日 - 中野サンプラザで、ロック・フェスティバル『TBSラジオ presents Kakiiin LIVE Vol.1』[15] 開催予定。
- 25日 - 中京地区（愛知、岐阜、三重県）をエリアとする6局でradikoの実用化試験配信開始。
- 26日 - 『Heavy Metal Syndicate』、AM波（HBCラジオ、茨城放送、KBS京都）での放送を3月いっぱいで終了、FMに完全移行。
- 29日 - 文化放送『大竹まこと ゴールデンラジオ!』に火曜日レギュラーとして出演していた、タレントでフリーアナウンサーの山本モナが番組降板。本人は芸能界引退の意向[16][17]。
- 31日 - ラジオNIKKEIが、琉球放送（RBCiラジオ）の長寿民謡番組「民謡で今日拝なびら」を4月4日より全国放送することを発表。radikoでも同時配信される[18]。

### 4月
- 5日 - 文化放送『大竹まこと ゴールデンラジオ!』に火曜日レギュラーとして出演していた山本モナの後任として、タレントの眞鍋かをりがこの日から出演[16][17]。
- 7日 - ミュージシャンの長渕剛が東日本大震災復興支援のために企画・発案した番組『長渕剛 RUN FOR TOMORROW 〜明日へ向かって〜』を、被災地のFM局など9局で順次放送開始[19]。
- 12日 - プロ野球セ・パレギュラーシーズン同時開幕。
  - ラジオ日本では、今季の巨人主催全試合を携帯電話サイトで生中継する。同局中継番組『ジャイアンツナイター』の同時配信で、ラジオ界では初の試みとなる[20]。12日、13日の開幕2連戦（対ヤクルト）は利用料無料で聴ける（ただしパケット通信料別途必要）[21]。

### 5月
- 12日 - ラジオNIKKEIで毎週月曜日に放送されていた経済番組『上原美優のALL外為ナビ!』のメインパーソナリティを務めていた上原美優が急逝（24歳没）。これにより同番組は9日で終了、16日からは『ALL外為ナビ!』として再スタートした。
- 15日
  - ニッポン放送『サンデー ズバリ!ラジオ』パーソナリティに、黒岩祐治神奈川県知事が出演。
  - 第1回NHK・民放連共同キャンペーン「はじめまして、ラジオです。」が渋谷で開催[22]。[23]
- 16日 - ニッポン放送の『テレフォン人生相談』などに出演していた俳優の児玉清が、胃がんのため東京都内の病院で死去（77歳没）。これにより、ニッポン放送など各局で対応に追われた。
  - 17日 - 児玉の訃報を受け、ニッポン放送は『テレフォン人生相談』を今後、番組レギュラーである加藤諦三、市川森一、今井通子の3名で対応することを発表[24]。
  - 18日 - 『テレフォン人生相談』を内包している同局の朝のワイド番組『垣花正 あなたとハッピー!』内にて、11:00より児玉の追悼番組を放送した[24]。
  - 20日 - NHKラジオ第1の情報ワイド番組『ラジオビタミン』毎週金曜日の『ときめきカルチャー』にて、児玉が月1回『児玉清の読み出したら止まらない』という企画に出演していたため、児玉が当初出演予定だったこの日の『ときめきカルチャー』の内容を『児玉清さんを偲んで』と題して追悼企画を放送（10:05。ゲスト:山本一力、中江有里）[25]。
  - 22日 - 児玉がナビゲーターを務めていたニッポン放送『藤沢周平傑作選』(日曜6:25)は、この日の放送から女優の檀ふみがナビゲーターを務める[24]。
- 29日 - ニッポン放送『サンデー ズバリ!ラジオ』に群馬大大学院教授の片田敏孝が出演。東日本大震災を契機に、首都圏の災害対策について語った。

### 6月
- 2日 - 放送批評懇談会主催の第48回ギャラクシー賞の贈呈式がこの日開かれ、ラジオ部門ではHBCラジオ開局60周年記念ドキュメンタリー『インターが聴こえない〜白鳥事件60年目の真実』（3月27日放送）が大賞に選ばれた。優秀賞にはNHK『FMシアター「薔薇のある家」』（2010年7月31日放送）、ニッポン放送ホリデースペシャル『ラストイニング 全国高校野球 県予選決勝 聖母学苑対彩珠学院』（2010年12月23日放送）、FM沖縄の『ゴールデンアワー第一部・第二部』（3月28日放送）、DJパーソナリティ賞にはJ-WAVE『GROOVE LINE Z』のパーソナリティを務めるピストン西沢がそれぞれ選ばれた[26]。
- 13日 - 17日 - 5月16日に77歳で死去した俳優・児玉清がパーソナリティを務めていたニッポン放送『テレフォン人生相談』（平日11:00）にて、児玉が出演した未放送分を5日間にわたり、児玉の追悼番組として放送。生前最後となった2月22日収録分の音源も放送された[27]。
- 14日 - 『酒と泪と男と女』『時代おくれ』等のヒットで知られるシンガーソングライターで、 2001年4月に48歳で死去した河島英五の未発表曲が、この日のMBSラジオ『子守康範 朝からてんコモリ!』（5:00、パーソナリティ:子守康範）の番組内で初放送された[28]。

### 7月
- 30日 - 文化放送『ライオンミュージックサタデー』のパーソナリティがこの日の放送よりフリーアナウンサーの久保純子から、女優でタレントの菊池桃子に交代。なお菊池が同局でパーソナリティを務めるのは22年ぶりとなる[29]。

### 8月
- 25日 - ニッポン放送系で同日夜放送の『大竹しのぶのオールナイトニッポンGOLD』にて、パーソナリティの女優、大竹しのぶと、大竹の元夫でお笑いタレントの明石家さんまが、離婚後19年目にして初のラジオ共演を果たす[30]。

### 9月
- 2日・3日 - MBSラジオが開局60周年を記念し、2日10時30分から3日18時まで大型特別番組『31.5時間ラジオ ラジオの力!〜対話が日本を元気にする!〜』を放送[31]。
- 2日 - 「はじめまして、ラジオです。」のインターネットラジオ版の投票結果発表。1位は、やまだひさしのオールナイトニッポン[32]。
- 3日 - 民放ラジオ開局60周年を記念した特別番組『永六輔・つボイノリオ・浜村淳の御三家ラジオ』を、東京TBSラジオ、名古屋CBCラジオ、大阪MBSラジオで放送する。出演するのは各局の看板DJである、永六輔（土曜ワイドラジオTOKYO 永六輔その新世界）、つボイノリオ（つボイノリオの聞けば聞くほど）、浜村淳（ありがとう浜村淳です）の3人。放送はTBS、CBCは当日午前11時 - 13時、MBSは翌週10日15時45分 - 17時43分[33]。
- 6日 - 4月22日に予定され延期していたアース&ヒューマンコンシャスライブ 2011 supported by DUNLOPが開催。
- 15日 - 日本民間放送連盟（民放連）主催の日本民間放送連盟賞の受賞作が発表された。ラジオ報道部門は九州朝日放送の『濡れ衣〜看護師爪切り事件の真相〜』、同教養部門は高知放送の『うんとこしょ、どっこいしょ〜株式会社「大宮産業」奮闘記〜』、同エンターテインメント部門はFM Yokohamaのラジオドラマ『DAI』がそれぞれ最優秀賞を受賞[34]。なお、ラジオ生ワイド部門は最優秀賞該当なし[35]。
- 26日 - 俳優の向井理が、ニッポン放送でこの日放送の『オールナイトニッポンGOLD』においてラジオパーソナリティに初挑戦[36]。

### 10月
- 2日 - 開催が延期されていた第1回NHK・民放連共同キャンペーン「はじめまして、ラジオです。」が渋谷で開催。
- 27日 - MBSラジオにて、9月30日にMBSテレビで12年に渡り司会を務めた『ちちんぷいぷい』を卒業したばかりの元同局アナウンサー角淳一がパーソナリティを務めるトーク番組『おとなの駄菓子屋』（日曜日 21:00 - 21:54）がこの日から放送開始。第1回のゲストはシンガーソングライターの中島みゆき。

### 11月
- 1日 - 民放連主催の第7回日本放送文化大賞の受賞作品が発表され、ラジオ部門ではIBC岩手放送の『空より高く〜被災地に届け!園児の歌声〜』（2011年5月30日放送）がグランプリに選ばれた[37]。
- 21日 - 落語家の立川談志が喉頭癌のため死去（75歳没）。近年はNHKラジオ第1『新・話の泉』に月1回レギュラー出演しており、3日放送の同番組が最後の出演となった[38]。
  - 談志の死去に伴い、TBSラジオでは28日の『大沢悠里のゆうゆうワイド』内で追悼特集を放送。親交のあった毒蝮三太夫が故人の思い出話を語った[39]。また、12月18日にはNHKラジオ第1で2009年5月に放送した番組の再編集版を、ニッポン放送が追悼特番を放送。

### 12月
- 4日 - ニッポン放送『松田聖子のオールナイトニッポンGOLD』（12月16日、22:00）の公開収録がこの日行われ、ゲストに松田の新曲『特別な恋人』を作詞・作曲したシンガーソングライターの竹内まりやが出演。松田は1983年3月の沖縄でのコンサート中の暴漢による襲撃事件以来、公開収録を避けてきたが、松田の強い意向により、今回28年ぶりの公開収録となった[40]。
- 9日 - TBSラジオ『大沢悠里のゆうゆうワイド』のメインパーソナリティ・大沢悠里が、狭心症の疑いで検査入院するため12月19日から23日まで番組を休むことを番組内で明らかにした。大沢が休暇中は代役を立てて番組を継続する[41]。
- 10日
  - ニッポン放送『テレフォン人生相談』のパーソナリティを担当していた脚本家の市川森一がこの日早朝、肺がんのため死去。70歳没[42]。
  - 文化放送『レコメン!』の開始以来パーソナリティを担当していたレコメンダー・K太郎が2012年3月末をもって降板することが明らかになった。降板の理由として「年齢を重ねるにつれ中高校生を対象に話すのが難しくなった」としている[43]（のちに本人が「ずっと探り探り」であったとして否定[44]）。なお同年4月以降はお笑いトリオ・オテンキのメンバーであるのりが担当する[43]。

## 主なその他ラジオ関連の出来事

### 1月
- 元日 - 九州国際エフエムはラジオ事業をコミュニティ放送局の天神エフエムに譲渡。天神エフエムはマスメディア集中排除原則に則りコミュニティFM局「FREE WAVE」を廃局[45][46][47]。
- 24日 - NHKの会長を務めた福地茂雄が、任期満了により退任。
- 25日 - NHKの新会長に、前JR東海代表取締役副会長の松本正之が正式に就任。任期は3年間。
  - 一方、NHKの会長人事混乱を巡り、NHK経営委員会の委員長を務めた小丸成洋（福山通運社長）が経営委員を引責辞任した[48]。
- 26日 - KDDIと沖縄セルラー電話がauブランドの携帯電話・スマートフォンで全国の民放FMラジオ52局が聴ける、ストリーミングサービス「LISMO WAVE」を開始。
- 31日 - TBSラジオが1992年3月以来19年間続いたAMステレオ放送を終了し、モノラル放送に戻る。在京中波局に於いてのAMステレオ放送終了は初めて。

### 2月
- 3日 - NHKが、地上波テレビのデジタル放送完全移行後に空くアナログ周波数帯域を活用し、2013年以降に開始される携帯端末向けラジオ放送に参入する意向を総務省に伝えた[49]。
- 10日 - NHK、1月29日に任期満了により退任した今井義典の後任の副会長として、関連会社NHKエンタープライズ（NEP）社長の小野直路が就任。任期は3年間[50]。
- 20日 - 大阪城ホールで、FM OSAKA主催の「LIVE SDD」[51] 開催。
- 27日 - 渋谷C.C.Lemonホールでニッポン放送主催イベント「ガールズ・フェスティバル2011」[52] 開催。

### 3月
- 9日 - 総務省が、NHKのラジオ放送をインターネットに同時配信するサービスの申請を認可。
- 10日 - ABCラジオ『毛利千代子のおはようパートナー』パーソナリティを務めた毛利千代子が死去（67）。
- 13日 - 東日本大震災に伴い、午後5時頃より、インターネットラジオサービス「radiko」の配信地域の制限が一時的に解除された[53]。
- 14日 - 文化放送が、東日本大震災の支援キャンペーン『勇気と元気 つながろうジャパン!』を展開開始[54]。
- 17日 - 電子情報技術産業協会（JEITA）が東日本大震災の被災地にラジオ4万台を送ることを発表。JEITAが会員企業に提供を依頼し、各社の賛同を得た[55]。
- 18日 - TOKYO FMが、東日本大震災の被災地にラジオ1500台を発送することを発表。岩手、宮城、福島3県の被災地にそれぞれ500台ずつ発送される[56]。
- 19日 - TBSラジオなどJRNネットワーク34局が、東日本大震災被災者支援のプロジェクトとして、TBSテレビのネットワークであるJNN28局と共同で『JNN・JRN 絆プロジェクト』を開始。同日の生放送番組からプロジェクトを開始、放送番組のほかホームページ活用や支援イベントなどを実施[57][58]
- 19日、20日 - 静岡放送（SBS）、両日開催予定だった主催イベント「おいでよ!SBSラジオパーク」を変更し、東日本大震災被災者支援イベント「東日本大震災救援イベント『みんなで応援!東日本』」を開催（静岡市葵区呉服町、青葉シンボルロード）[59]。
- 19日 - 4月24日 - CBC開局60周年記念〜森と音楽をいつまでも〜CBCラジオ GREEN LIVE（名古屋地区）開催。今回は東日本大震災被災地復興のチャリティーイベントとし、タイトルも「CBCラジオ GREEN LIVE〜東日本大震災復興チャリティーコンサート〜」に変更[60]。
- 21日 - エフエムナックファイブ主催「NACK5ハッピーブライダルプロジェクト2011」（さいたま市、大宮ソニックシティ）を開催予定だったが、地震の影響により開催延期[61]。
- 24日 - 4月10日 - 文化放送とニッポン放送が共同で、東日本大震災の被災地を支援するため、使わなくなったラジオを集めて被災地に贈る共同キャンペーン「文化放送・ニッポン放送共同企画 東日本大震災被災地にラジオを送ろう」を実施[62]。キャンペーンは4月10日に終了し、期間中、ラジオ6200台、新品の乾電池3万2000本が集まったと両局が発表。ラジオと乾電池は被災地に贈呈[63]。
- 30日 - 文化放送とニッポン放送が、 台湾から輸入した携帯ラジオ1000台を東北・関東地方の避難所に無償で提供することを発表[64]。
- 31日
  - デジタルラジオ実用化試験放送を完全終了の予定[65]。大阪では既に前年に終了しており、残る東京が対象。
  - 13日より配信地域の制限が解除されていたradikoで、中京・関西地区の放送局についてその解除を終了[66]。

### 4月
- 11日 - 3月13日より配信地域の制限が解除されていたradikoで、関東地区の放送局についてもその解除が終了[66]。これにより、radikoの配信地域の制限解除は一旦すべて終了となった。
- 12日
  - 関東地方・近畿地方の周辺民放各局が、radikoでの実用化試験配信を午前10時より開始[67]。
  - NHK経営委員会が、会長人事混乱を巡り1月25日に引責辞任した小丸成洋（福山通運社長）の後任となる新たな経営委員長に、JFEホールディングス相談役の数土文夫を選出[68]。
- 22日 - 東京国際フォーラムAで、TOKYO FM&JFN主催『DUNLOP ENASAVE 地球だいすきプロジェクト アースコンシャスライブ 2011』開催予定
- 29日、30日 - 日比谷公園にて、ニッポン放送主催『THEラジオパーク 2011 in 日比谷』開催予定。テーマは「みんなで歌おう!青空ライブ」。

### 5月
- 17日 - TBSアナウンサーの秋沢淳子が、麹町東久邇宮記念会支援機構より与えられる2011年度の東久邇宮文化褒章を受章[69]。
- 27日 - 公益財団法人放送文化基金が2011年度第37回放送文化基金賞の受賞者を発表。ラジオ部門は青森放送の『高橋竹山生誕100年記念番組 ラジオドキュメンタリー・故郷の空に』に決定した[70][71][72]。

### 6月
- 2日 - NHKが菖蒲久喜ラジオ放送所（埼玉県久喜市）に2MWの太陽光発電システムを導入することを決定した、と発表。2年計画で、最大公費約18億円。2012年度までに完成予定[73]。
- 28日 - ファッションモデル・タレントで、FM東京（現：TOKYO FM）『DIATONE ポップスベストテン』のパーソナリティを務めたセーラ・ロウエルが死去（50歳没）。

### 7月
- 1日 - 9月 - 日本政府が発令した夏の電力使用制限令に対応するため、NHK菖蒲久喜ラジオ放送所が、ラジオ第2放送の出力を定格の500kWから250kWに減力して放送、9月22日まで実施。また、NHK秋田放送局も秋田大潟ラジオ放送所から送信しているラジオ第2放送の出力を500kWから250kWに減力しての放送を9月6日まで実施する。なお夜間などの時間帯は海外などからの混信を避けるため、通常の500kWで放送[74]。
- 20日 - 総務省は、茨城放送とその関連会社である株式会社IBS（旧：茨城放送プロモーション）が申請していた、茨城放送に所属する中波放送局の免許人の地位のIBSへの承継（これによりIBSは基幹放送局提供事業者となる）の許可、および茨城放送の認定基幹放送事業者の地位の承継に対する認可を行い、同日承継が実施された。既存の地上波放送局でソフト・ハードの分離が実施された初めての例。
- 24日以降 - 地上アナログテレビ放送の終了に伴い、次世代マルチメディア放送を全国各地で順次開始予定。

### 8月
- 1日 - 11月30日 - 日本民間放送連盟が、民間放送が1951年（昭和26年）に開始されて60周年になるのを記念し、特別企画として『思い出に残る民放テレビ・ラジオ番組』とそれにまつわるエピソードを、全国のリスナーから募集[75]。
- 19日 - 21日 - 「J-WAVE LIVE 2000+11〜Heart to Heart〜」（J-WAVE主催、国立代々木競技場第一体育館）開催[76]。
- 24日 - NHKの外郭団体である日本放送出版協会（NHK出版）発行の放送メディア情報誌『放送文化』（1946年（昭和21年）創刊）が、この日発売された2011年秋号を最後に休刊。
- 30日 - NHK仙台放送局が、築50年を数える現在の放送会館（仙台市青葉区錦町）の老朽化ならびに東日本大震災による建物の被害に伴い、新会館整備に向け移転用地を取得。移転先は青葉区本町を予定しており、2018年（平成30年）の運用開始を目指す[77]。

### 9月
- 1日
  - 民放ラジオ放送開始から60周年。
  - NHK、3波（第1・第2・FM）のインターネット同時配信（IPサイマルラジオ）を開始[78]。
- 17日 - 19日 - TBSラジオ主催イベント『〜TBSラジオ開局60周年記念〜感謝 de サカス!』を赤坂サカスにて開催[79]。
- 17日、18日 - HBCラジオまつり、札幌駅南口広場にて開催[80]。

### 10月
- 1日
  - NHKのIPサイマルラジオ、スマートフォンへの配信を開始[78]。
  - 東海ラジオが、2010年に販売した「サンタクロースからの手紙」の顧客のメールアドレス484人分が流出したことを発表[81]。
- 3日 - 南日本放送 (MBC) がこの日から鹿児島県向けにradikoによるサイマル放送を開始。九州地区でradikoの配信を行うのは福岡県に次いで2県目。
- 20日 - radikoで近畿圏にてこの日、ABCラジオ、MBSラジオ、ラジオ大阪、FM OSAKAの放送が入れ替わる事故が発生。radikoの配信システムのトラブルが原因[82]。

### 11月
- 3日 - MBSラジオ主催イベント「MBS1179秋まつり2011 みんなのレディオ・ガ・ガ」を大阪市東住吉区の長居公園自由広場で開催[83]。
- 19日、20日 - ABCラジオ主催イベント「ABCラジオまつり2011」を大阪・万博記念公園お祭り広場にて開催。

### 12月
- 10日
  - NHK千葉放送局、千葉市中央区千葉港に新放送会館オープン[84]。
  - ニッポン放送『テレフォン人生相談』のパーソナリティを務めた脚本家の市川森一が死去（70歳没）。

## 商号変更
- 7月1日 - 九州国際エフエム→ラブエフエム国際放送

## 節目

### 番組周年・記念回
- 12000回 - 永六輔の誰かとどこかで（5月2日、TBSラジオ）
- 10000回 - 小沢昭一の小沢昭一的こころ（5月13日、TBSラジオ）
- 1000回 - 山下達郎のサンデー・ソングブック（12月11日、TOKYO FM）[85]
- 500回 - 森友嵐士のアラシを呼ぶぜ!（4月28日、ラジオ日本）[86]
- 200回 - 元爆&敬一のラジオDEシクヨロ（1月24日、ラジオ日本）[87]

### 開局周年
この年は、1951年に開局した民放局のほとんどが60周年の節目を迎える。
2月
1日 - NHK岡山放送局開局80周年。
12日 - NHK福島放送局開局70周年。
3月
8日 - NHK長野放送局開局80周年。
9日 - NHK松山放送局開局70周年。
21日 - NHK静岡放送局開局80周年。
4月
1日
開局55周年 - 山口放送
開局15周年 - エフエムインターウェーブ (Inter FM)
開局10周年 - 岐阜エフエム放送 (Radio 80)
6日 - NHKラジオ第2 (JOAB) 開局80周年。
17日 - NHK青森放送局開局70周年。
19日 - NHK山口放送局開局70周年。
6月
1日
開局60周年 - NHK福島放送局、NHK山口ラジオ第2放送 (JOUC)
2日 - NHK大分放送局開局70周年。
7月
1日
開局60周年 - NHK青森放送局
開局20周年 - エフエム京都（α-STATION）
9月
1日
開局65周年 - NHK新潟放送局、NHK静岡ラジオ第2放送 (JOPB)、NHK岡山ラジオ第2放送 (JOKB)、NHK松山ラジオ第2放送 (JOZB)、NHK福岡ラジオ第2放送 (JOLB)
開局60周年 - 中部日本放送、毎日放送
16日 - NHK秋田放送局開局65周年。
10月
1日 - エフエム山陰 (V-air) 開局25周年。
11月
11日 - 朝日放送開局60周年。
30日 - NHK山形放送局開局75周年。
12月
1日
開局60周年 - RKB毎日放送
開局15周年 - エフエム滋賀 (e-radio)
21日 - NHK北九州放送局開局80周年。
24日 - 京都放送（KBS京都）開局60周年。
25日 - TBSラジオ開局60周年。
28日 - NHK佐賀放送局開局80周年。

## 特別番組

### 1月
- 1日
  - 由紀さおり・安田祥子 こころの音楽教科書。あしたへ贈る歌（HBCラジオ、7:00）
  - 新春アナアナリポート!（秋田放送、16:25。出演：清家康広、吉村優）[88]
  - 新春スペシャル 歴女たちの“関が原”〜大河ドラマ“江”の世界を語りつくす〜 (NHKラジオ第1、21:30。出演：内藤啓史、小日向えり、美甘子、原口泉、柴俊夫)[89]
  - 初笑い!浜松町かもめ亭 〜西洋音曲噺 「死神」〜（文化放送、13:00。出演：三遊亭兼好、江崎浩司、長久真実子ほか）
  - ニッポン放送新春特別番組 新世紀ゴルフ伝説 ジャンボと3人の若武者たち（19:00。出演：尾崎将司、石川遼、池田勇太、薗田峻輔 他）[90]
  - A DAWNING REVOLUTION!!2011（FM-FUJI、10:00）[91]
  - 新春開店!ロックンロール食堂（TOKYO FM、19:00。DJ:箭内道彦）
- 2日
  - ハイウェイリクエスト 新人アナ石井大裕が2時間生放送挑戦!（TBSラジオ、10:00。出演：松岡修造）
  - ニッポン放送新春スポーツスペシャル アスリート2011年の誓い!〜更なる飛躍、そして挑戦へ（ニッポン放送、13:00。パーソナリティ：松本秀夫、出演：長野久義、青木宣親、大石達也、ほか）[90]
  - Panasonic presents ヴァイオリニスト・宮崎陽江(TOKYO FM、19:00)[92]
  - 榊原郁恵・早見優・松本伊代 女たちよタフであれ!（ニッポン放送、20:30。司会：垣花正）[90]
  - 2011雅美女詠い初め（NHKラジオ第1、21:30。司会：山本志保）[89]
  - ネクストK-POP'S（NHK FM、23:00。DJ:みんしる）[93]
- 3日
  - 今年もよろしくSTVラジオ（STVラジオ、5:20）
  - お正月だよ!耕せニッポン（STVラジオ、5:30）
  - 文化放送新春スポーツスペシャル 松井稼頭央 中島裕之 新春ビッグ対談 僕らのベースボール!!（文化放送、14:15）[94]
  - 髙田社長とDr.コパの風水開運ショッピングスペシャル!（ニッポン放送、15:00）[90]
  - 西寺郷太の洋楽秘密探検隊〜知られざる一発屋の世界〜（TBSラジオ、19:00。DJ:西寺郷太）
  - 2011私のパワーミール〜元気の出る食卓 いのちの食事〜（NHKラジオ第1、20:05。司会：山下信)[89]
  - 岡田惠和 今宵、ロックバーで 〜ドラマな人々の青春談義〜（NHK FM、22:00）[93]
- 6日 - 西内まりや おしゃレディオ（ニッポン放送、24:00）
- 8日 - 36歳〜プロ野球選手（TBSラジオ、16:00。パーソナリティ:岡村仁美、スタジオゲスト:上原浩治）
- 9日 - 昭和寄席芸人の歌〜大平サブローの思い出〜（ABCラジオ、20:00）[95]
- 10日
  - ヤンとトモセの気ままにドライブ（FM新潟、9:00 / 13:00）[96]
  - クラレ“ランドセルは海を越えて”Presents いいこと宣言（TOKYO FM、11:30。DJ:中西哲生、古賀涼子）[97]
  - Coming Up 2011 (TOKYO FM、16:00。DJ:Chigusa)
  - 北海道 as No.1（AIR-G'、11:30。DJ:千葉ひろみ）[98]
  - 引きこもっちゃダメですか?〜次の一歩を踏み出すために〜（NHKラジオ第1、14:05。出演:斎藤環、池上正樹）[99]
  - ラジオ井戸端会議 成人の日スペシャル「リンボウ先生と語る 大人って何?」（NHKラジオ第1、18:05。出演:林望、松原夏海〔AKB48teamA〕、菊地あやか〔AKB48teamK、渡り廊下走り隊〕）[100]
- 16日 - QUEEN 40th Anniversary 新たなる伝説(AIR-G'、19:00[101]。DJ:森基誉則)
- 22日 - 冨田明宏の次世代音楽評論〜これがホントのニューミュージック!!（TBSラジオ、20:00[102]）
- 23日
  - SUNDAY NIGHT SPECIAL CLOSE-UP「TALKING WOODSTOCK（ZIP-FM、19:00。DJ:成田真美）
  - 世界一周ラジオ（ABCラジオ、20:00。出演：石田ゆうすけ、桂かい枝）[95]
  - KJ-MUSIC（NACK5、25:00。DJ:真戸原直人（アンダーグラフ）、妹尾友里江）
- 28日 - 同志社大学政策学部教育GP特別番組 京都流バレンタインデーの楽しみ方(京都三条ラジオカフェ[103]、16:15)
- 30日
  - 亀治郎・チャルの昭和歌謡CLUB（ABCラジオ、20:00）[95]
  - THE・安藤優也（MBSラジオ、20:00[104]。出演:安藤優也(阪神タイガース)、井上雅雄）
  - 是か、非か。『冷たい熱帯魚』緊急特番!その男、園子温。(TOKYO FM、26:00)[105]
- 31日 - 私の好きな国際プロレステーマ曲 名曲セレクション（InterFM、20:00）[106]

### 2月
- 6日 - RYTHEMのJolly Jam Party（ABCラジオ、20:00）[95]
- 7日 - 笑福亭三喬のハードロック大全集（ABCラジオ、20:00）[107]
- 11日
  - テレサとエンレイ〜アジアの歌姫たち〜（ニッポン放送、14:00。出演：飯田浩司、エンレイ、荒木とよひさ）
  - 祝日特集・イクメンが世の中を変える〜男性の育児参加が何をもたらすか〜（NHKラジオ第1、14:05。出演:照英、小室淑恵他 / 渥美由喜〔東レ〕 / 司会:山下信）[108]
  - 『Bitter＆Sweet』〜逆チョコ大作戦〜（FMうらら、21:00。出演:石井貴之〔東京スクールオブミュージック専門学校〕、福富詩緒理〔東京スクールオブミュージック専門学校〕）
- 12日 - 雑草と呼ばれた男 〜あしたのジョーのモデル・小林弘（TBSラジオ、20:00[102]。出演:小林弘、杉崎昭俊、菊地万蔵、内舘牧子、藤田和弘 / 宮沢隆）[109]
- 13日
  - ワンダフルミュージック〜バレンタイン・女子たちの妄想〜（AIR-G'、19:00[101]。DJ:屋木志都子）
  - こごろう&紅雀の行き当たりばったり!（ABCラジオ、20:00[95]）
  - 大阪府医師会特番・国民が望む医療とは?医療弱者そして国民皆保険制度を守る（MBSラジオ、20:00[104]）
- 14日 - キダ・タローのほんまにらじお（ABCラジオ、20:00[107]。出演：高野あさお）
- 19日 - 雷サミット10 〜 不思議いっぱいの雷ワールドへようこそ!（TBSラジオ、19:00[102]。出演:近堂かおり、森田正光、妹尾堅一郎〔東京大学特任教授〕、黒田杏子ほか）
- 20日 - ありがとう こいしさん、いとこい漫才 永遠に（ABCラジオ、20:00。P:三代澤康司）[95]
- 26日 - 赤坂の目撃者（TBSラジオ、19:00[102]。出演：藤木TDC）
- 27日 - 高島彩 頑張っているあなたへ応援ソングリクエスト（ニッポン放送、13:00）[110]

### 3月
- 12日
  - 報道特別番組 東北地方・太平洋沖地震（TBSラジオ、15:00。P:荒川強啓、杉浦舞）
  - 出発!"全線開業"九州新幹線〜青森から鹿児島までつながる日〜（NHKラジオ第1、13:05。ゲスト:辛島美登里、小松政夫、向谷実）
- 13日
  - 東北地方・太平洋沖地震『今私たちができること。』」（ABCラジオ。出演:三代澤康司、加藤明子、道上洋三、妹尾和夫）[95]
  - 第一生命presents 部下と上司 仕事のホンネ（TOKYO FM、19:00[92]。DJ:Chigusa[13]）※ニッポン放送では茂木健一郎のサンデー ズバリ!ラジオの一環で同時放送
  - Avril Lavigneスペシャル グッバイ・ララバイ（AIR-G'、19:00[101]。DJ:松尾亜希子）
- 19日
  - 東日本大震災特番「サンドウィッチマンの今俺たちができること、みんなができること」（TBSラジオ、15:00 / TBCラジオ、15:00）[111]
  - サッカーに今できること（TBSラジオ、20:00）[102]
- 20日
  - 小笠原亘のミュージックネットワーク (TBSラジオ、12:30)
  - MUSIC GROOVE（ニッポン放送、20:30[112]）
- 21日
  - お天気ヒットパレード（NHKラジオ第1、8:33。司会:関口泰雅 / 出演:ビリー・バンバン、石原千秋、渡辺博栄）
  - キッズステーション（AIR-G'、9:00。出演:河野真也、momo、千葉ひろみ、キッズDJ 他）
  - ZIP-FM TRAIN TRAIN（ZIP-FM、9:00。DJ:澤田修）[113]
  - サッポロプレミアムアルコールフリーPresents とっておきの春時間（TOKYO FM、11:30。パーソナリティ:杉崎美香）
  - Hello.New LIFE（AIR-G'、13:00。DJ:松尾亜希子、大村正樹 / 出演：里田まい）
- 25日 - AT-Xの新番組に、俺、今回は出演してますんで、番宣しますSP（超!A&G+、16:00。司会:小野坂昌也）
- 26日
  - AUN J クラシック・オーケストラ春よ来い!（文化放送、20:00）[114]
  - 青春のチェッカーズ（ニッポン放送、21:00。DJ:くり万太郎）
- 27日
  - HBCラジオ開局60周年記念ドキュメンタリー「インターが聴こえない〜白鳥事件60年目の真実」（HBCラジオ、10:45）
  - 三越伊勢丹グループエムアイカードpresents スプリング ア・ラ・モード（NACK5、16:00。出演:内田裕子、武田修宏、伊吹晶夫、伊藤雅子 / 司会:レーサー鹿島）
  - 上を向いて歩こう 〜うたでひとつになろう日本〜（ニッポン放送、18:55。司会:草彅剛、高島彩 / DJ:垣花正）[115]
- 29日 - 赤い風船presents 東京ディズニーリゾートへの旅フェア（ABCラジオ、20:00。出演:月亭八光、上田剛彦、桂紗綾）
- 30日 - ちょっとサヨナラ「9302ch」スペシャル!（超!A&G+、23:30。出演:藤田由美子、赤﨑千夏）

### 4月
- 1日
  - 超!A&G+新番組スペシャル（超!A&G+、16:00。出演：大久保英恵、浜崎奈々 / 文菜 他）
  - 神田沙也加”LIBERTY”（ニッポン放送、20:30）
- 2日 - 小島慶子のTOKYO RAMBLIN'(TOKYO FM、19:00[92])
- 9日 - 10日 - ラジオ・チャリティー・ミュージックソン スペシャル 『I'm with U キミと、24時間ラジオ』（ニッポン放送、13:00。出演:福山雅治）[116]
- 17日 - ひとつになろうニッポン〜あなたからのメッセージ〜（ニッポン放送、27:00。P:くり万太郎、新保友映）
- 23日 - 今宵限りの特別放送!見参ッ!忌野清志郎!!(TBSラジオ、18:00。DJ:竹中直人)[117]
- 30日 - ありがとうスーちゃん、ありがとうキャンディーズ（文化放送、18:00。出演:吉田照美、吉田涙子、伊東四朗、喜多條忠、他）[118]

### 5月
- 4日
  - 永遠のキャンディーズ 〜スーちゃんありがとう!〜（TOKYO FM、13:00。DJ:中村こずえ）
  - LIFE INFORMATION（TOKYO FM、17:40。DJ:大沢陽子）
- 5日
  - 芦田愛菜 わたしのすきな歌（ニッポン放送、11:00。出演:小口絵理子）[119]
  - キモチつながるラジオ（ニッポン放送、13:00。DJ:大宮エリー、垣花正）[119]
  - Sound for Children 川口技研 presents 〜GIFT FOR THE FUTURE〜 （TOKYO FM、16:00。DJ:望月理恵）
  - 借りぐらしのアリエッティ presents スタジオジブリ・リクエストスペシャル（TOKYO FM、17:40。DJ:Chigusa )
- 8日 - DiVAのニッパチ（文化放送、20:00）[120][121]
- 14日 - 応援ソングを高らかに 〜I love you&I need youふくしま〜（NHKラジオ第1、16:05。出演:猪苗代湖ズ）※NHK総合テレビで4月29日に放送した番組を再編集して放送
- 15日 - 報道スペシャル『東日本大震災 負けない絆』（文化放送、17:57。出演:石森則和）[121]
- 18日 - 児玉清追悼番組（ニッポン放送、11:00）[122]
- 20日 - 小さなカタツムリのように〜ミャンマー難民、少しずつ少しずつ（アール・エフ・ラジオ日本、24:00）
- 29日
  - 文化放送報道スペシャル 〜 海を渡った日本の鑑識（文化放送、20:00。出演:永野景子、寺島尚正）[121]
  - ニッポン放送報道スペシャル 就職戦線「冬」の時代〜就活生が目指す「春」（ニッポン放送、27:00。出演:垣花正）[123]
- 30日 - KBS京都ラジオ・追悼特別番組 ありがとう!長門裕之さん（KBS京都、19:00）

### 6月
- 2日 - 文化放送ライオンズナイター セットアップスペシャル 勇気と元気 つながろうジャパン 〜加山雄三 心のエール（文化放送、18:00。出演:太田英明）
- 11日 - 震災3か月 被災した人たちが望む生活再建とは?（NHKラジオ第1、13:30）
- 12日 - 飯田浩司のJAZZコレクション（ニッポン放送、27:00）
- 13日 - 子守ふう美雪のええかげんにしいや〜!（MBSラジオ、20:00[124]）[125]
- 6月17日 - 17歳の震災〜生島淳 ふるさと気仙沼の高校生と語る（TBSラジオ、21:00）[126]

### 7月
- 1日 - α-STATION 20th Anniversary made in kyoto Special Porgram 【20HOUR ALPHA PEOPLE】（α-STATION、7:00。出演：佐藤弘樹、谷口キヨコ、森夏子、後藤晃宏、川原ちかよ 他）
- 2日 - 畠山みどり 歌謡人生50年（アール・エフ・ラジオ日本、9:00）[127]
- 4日
  - 北海道おいしいトコどりスペシャル（MBSラジオ、20:00。出演：塩田えみ、大山慎介[124]）[128]
  - 畠山みどりの歌こそわが人生（アール・エフ・ラジオ日本、21:00）[127]
- 11日 - 映画「コクリコ坂から」公開記念スペシャル 大人たちのスタジオジブリ(MBSラジオ、20:00[124])
- 18日
  - ホリデースペシャル夏休みスマイルナビゲーション（TOKYO FM、11:30。ニッポン放送、13:00。DJ:〔TOKYO FM〕Chigusa、〔ニッポン放送〕荘口彰久）
  - 高田社長と吉田尚記のジャパラジin佐世保 〜海の日にみんなでつぶやこう〜（ニッポン放送、12:00）
  - YOKOHAMA TIRE presents Driving with Ecology feeling（Fm yokohama、NACK5、bayfmの企画ネット番組 / 13:00。DJ:〔Fm yokohama / NACK5〕ALEX、横田かおり / 〔bayfm〕春原佑紀[129]）
  - TBSラジオ第19期環境キャンペーン特別番組『今、ここから〜みなおそう日本のくらし』（TBSラジオ、18:30。P:安東弘樹、小林悠）[130]
  - 環境スペシャル『環境ニュースNOW〜震災のいま、ニッポンのあした』（TBSラジオ、19:30。DJ:鳥越俊太郎、長岡杏子）[130]
  - ラジオ女子会議（NHKラジオ第1、21:05。出演:太田光代、他）[131]
- 23日 - 24日、TBC 32時間ラジオSmile Again（東北放送TBCラジオ、10:00。DJ:サンドウィッチマン 他）[132]
- 31日 - 名曲の時間〜こどもの歌には名曲がいっぱい〜(MBSラジオ、21:00。DJ:武川智美 / 坂田おさむ[104])

### 8月
- 5日 - うすいちえの『やってみナイト』（FMうらら、金曜日19:30）[133]
- 17日 - どうしてジャンケンできないの?〜人生を変えた大阪空襲〜（ラジオ大阪、19:00）
- 21日
  - あしたからスペシャルウィーク!ニッポン放送（ニッポン放送、13:00。DJ:くり万太郎）
  - 真夏の夜のさだまさし（文化放送、26:00。出演:さだまさし、太田英明）
- 22日 - やすきよ・ツービートからナイツ・オードリーまで秘蔵版 昭和VS平成 漫才カタログ（ニッポン放送、20:00。ナビゲーター:東貴博）

### 9月
- 1日
  - NHKネットラジオ らじる★らじる スタート（NHKラジオ第1、10:55.出演：石井彰、山田敦子）
  - 防災の日スペシャル『あの日から半年〜3.11に学んだこと』（文化放送、11:00 出演:サンドウィッチマン、野村邦丸、山村武彦）[134]
- 9月1日-4日 - CBCラジオ開局60周年 感謝還暦4DAYS[135]
- 2日・3日 - MBS開局60周年記念特別番組『31.5時間ラジオ ラジオの力!〜対話が日本を元気にする!〜』(MBSラジオ、10:30。DJ:上泉雄一 他)[31]
- 3日、10日 - TBS・CBC・MBS開局60周年記念 3局共同特別番組「永六輔・つボイノリオ・浜村淳の御三家ラジオ」（TBSラジオ、CBCラジオ、9月3日11:00、MBSラジオ、9月10日15:45。出演:永六輔、つボイノリオ、浜村淳、外山惠理、加藤由香、大内真紀）[33]
- 3日
  - 棚橋麻衣のヘルシーミュージックアワー（TBSラジオ、14:00）
  - 週末パーソナリティ大感謝祭〜60年間ありがとう そしてこれからもよろしくお願いします〜（CBCラジオ、19:00）
- 10日
  - 東日本大震災から半年 生き抜くための 防災・3つの原則（ニッポン放送、15:00）[136]
  - 万博からこんにちは 歌と笑顔のラジオEXPO（MBSラジオ、13:55。出演:浜村淳、子守康範、桜井一枝、豊島美雪、大桃美代子、浅越ゴエ、女と男、山中真）
- 11日 - 東日本大震災発生から半年〜「声」が伝える被災地のいま〜（TBSラジオ、18:30。出演:荒川強啓、杉浦舞、近藤勝重、生島淳）[137]
- 19日
  - TOKYO FM Holiday Special 三菱電機presents 星に願いを〜Hope From Outer Space〜（TOKYO FM、17:00。出演:篠原ともえ、森本レオ、他）[138]
  - ナイスゲーム〜言葉で伝えるプロ野球名勝負〜（NHKラジオ第1、18:05。出演:出演：山田雅人、阿波野秀幸、唐橋ユミ）[139]
  - 遠いふるさと〜フクシマの家族・2011〜（NHKラジオ第1、22:10）
- 23日 - ショウアップナイタースペシャル 高橋克実と山瀬まみ ニッポンを救う!?スゴすぎる女性グランプリ（ニッポン放送、19:00）
- 25日 - 文化放送開局60周年 志ん朝十三夜 スペシャル（文化放送、20:00。P:吉田涙子）

### 10月
- 1日 - 3.11ドキュメント〜語り継ぐ東日本大震災〜（TBSラジオ、15:00）
- 2日 - 第一生命presents 部下と上司 仕事のホンネ（TOKYO FM、19:00[90]。DJ:Chigusa[13]）※ニッポン放送では茂木健一郎のサンデー ズバリ!ラジオの一環で同時放送
- 8日 - 古坂大魔王のアソナビ40分（ニッポン放送、21:00）
- 10日
  - 徹底調査 都道府県対抗 “こだわりの食”（NHKラジオ第1、8:30。出演:阿藤快、くわばたりえ）
  - 信州!りんご祭り〜JA全農長野スペシャル〜（文化放送、8:30。出演:島田秀平・中島史恵他）
  - フジテレビ 秋もやっぱりミトカナイト 日本に今年一番の応援を（ニッポン放送、14:00。出演:松村未央、飯田浩司他）
  - ラジオ紙芝居 東西鉄道落語自慢（NHKラジオ第1、17:05。出演:向谷実、野月貴弘、桂梅團治、古今亭駒次）
- 16日、17日 - 文化放送80年代special my best songs（26:00〔16日〕、19:00[140]〔17日〕。DJ:吉田涙子〔16日〕、太田英明〔17日〕）
- 16日、23日 - ニッポン放送スペシャル AKB・SKE・NMB・SDNが選ぶこの一曲マイリクエストアワーベスト10（20:30[112]〔Part1、16日〕、19:30〔Part2、23日〕。DJ:〔16日〕山本彩、山田菜々、福本愛菜(NMB48)、〔23日〕（前半）松井珠理奈、高柳明音、小木曽汐莉(SKE48)、（後半）峯岸みなみ、秋元才加、横山由依(AKB48)

### 11月
- 3日
  - 高田郁と土井善晴 知りたい!食べたい!作りたい! 〜二人がいざなう"心にうれしい"江戸の食〜（NHKラジオ第1、10:05）
  - We are Sexy Zone!!（ニッポン放送、14:30）
  - 特集 私が愛した怪獣（NHKラジオ第1、16:05。出演:デーモン閣下、みうらじゅん、瀬口かな、山本志保）[141]
- 12日 - 今さらですが、突然KinKi Kids生放送（NHK FM、23:00）[142]
- 20日 - 石巻のこども達は…〜あまゆーず被災地支援コンサート〜（ABCラジオ、20:00。出演:あまゆーず P:芦沢誠）
- 23日
  - 日韓"交わることば""ひらける未来"〜放送の舞台裏からK-POPまで〜（NHKラジオ第1、18:05）
- 27日
  - W選挙開票速報〜どうなった?大阪の選択〜（ABCラジオ、21:00）

### 12月
- 11日
  - 明日からニッポン放送リスナー大感謝ウィーク（ニッポン放送、20:30。出演:くり万太郎、箱崎みどり）
  - TOKYO FM meets 明治大学 RADIO FUTURE 〜大学生による大学生のためのラジオ番組制作（TOKYO FM、26:00。出演:森田太、高草木恵〔電通〕、他）
- 18日
  - よみがえる立川談志 その芸（ニッポン放送、19:30。出演:栗村智、橘家円蔵）
  - 兵動大樹のラジオ大好き（ABCラジオ、25:30）
- 19日 - あったかシアター歌でふりかえる2011年（MBSラジオ、20:00。DJ:村上ゆき、関秀章）
- 23日
  - TBSラジオ ミュージックプログラム・ヒストリー（TBSラジオ、21:30。DJ:駒田健吾）[143]
- 23・24日
  - KBS京都開局60周年記念番組 サンクス60〜おかげさまで60周年。これからもKBS京都〜（KBS京都、23日6:30〜24日17:30）
    - 復活!!つボイノリオのハイヤングKYOTO（KBS京都、23日21:00。DJ:つボイノリオ）
- 24日 - 所トータス奥田の男子会 〜歌ってくだけろ!〜（NHK FM、23:00。出演:所ジョージ、トータス松本、奥田民生）[144][145]
  - TBSラジオアーカイブ 思い出の番組 蔵出しスペシャル（TBSラジオ、25:00。出演:宮内鎮雄）[143]
- 25日
  - 吉田尚記のはじめてのスマートフォン（ニッポン放送、20:30[112]）
  - 辺境ラジオ〜聖夜に2011年という目茶苦茶な1年を振り返る（MBSラジオ、26:30。出演:内田樹、名越康文、西靖）
- 27日 - だめだめラジオ 天使のお言葉 2011（NHKラジオ第1、20:05。出演:ロッチ、篠崎愛、吉木りさ）[145]
- 28日
  - 「今日よりちょっといい、明日を」年末スペシャル 海に生きる人々。〜夢ワカメがつなぐ、強い絆〜（TBSラジオ、18:00。出演:柳井麻希、坂本昭夫）[146][147]
  - リンゴが見た夢 手のひらのデジタル・ワールドを作った男〜スティーブ・ジョブズ（TBSラジオ、19:00。出演:福岡俊弘、田代沙織、前刀禎明、外村仁、戸島國雄）[146][148]
- 29日 - あなたの人生No.1 ジャニーズソングスペシャル（文化放送、24:00。DJ:K太郎）
- 30日
  - ふるさとを返せ!〜福島県南相馬・原発30キロ圏の被災者は、いま〜（ニッポン放送、11:00。出演:山路徹、桜井南（南相馬市長））[149]
  - ニッポン放送報道部員が見た〜ニュースで振り返る2011〜（ニッポン放送、14:00。出演:森田耕次、須田慎一郎他[149]
  - 笑ってサヨナラ 2011年プレイバック落語（ニッポン放送、15:30。P:柳家花緑）[149]
  - 民族楽器が奏でる世界の音楽ショウ（NHKラジオ第1、17:05。出演:にしおかすみこ、泉麻人）[145][150]
- 31日
  - 年忘れフォーク・ジャンボリー（アール・エフ・ラジオ日本、9:30。P:岡野美和子、G:東郷昌和（バズ）、中村貴之、平賀和人(NSP)）
  - 河田直也・桜井一枝のうきうき年末リクエスト（MBSラジオ、11:30。出演:西靖・山中真・鈴木健太・大吉洋平）[151]
  - 岡佳奈の年末アネゴリズム(18:00。出演:Coaki)[152]
  - ChocoLeの『ちょこっとチョコレディオ』（ニッポン放送、22:00）[149]
  - 吉田尚記のオールナイトニッポン年越しスペシャル お年玉!初笑いデリバリー（ニッポン放送、23:00〔Part1〕、29:00〔Part2〕。出演:熊田曜子、小島よしお、磁石）[149]
  - 三菱UFJニコス presents ゆく年くる年 DEAR PARTNER〜次の豊かさへ（JFN、23:00。出演:松任谷正隆、中井美穂）[153]

### 2回放送以上のシリーズ番組
- 1月1日
  - 河相我聞の新春・ガモン歳時記（HBCラジオ、7:30）
  - おめでとう日本列島2011（NHKラジオ第1、8:30 / 12:15）[154]
  - 原監督新春対談〜勝負の刻(とき)〜（ラジオ日本、12:00。出演：澤穂希、岩清水梓〔サッカー女子日本代表、日テレ・ベレーザ〕 / 原辰徳、今井伊左男）[155]
  - 新春民謡列島2011（NHK FM、12:15。司会：山川恵里佳、稲塚貴一）
  - 初笑いスペシャル・浜松町かもめ亭 西洋音曲噺『死神』（文化放送、13:00。出演:三遊亭兼好）[156]
  - From Webmasterスペシャル〜radikoが本格スタート 2011年、ラジオはどう変わる?変わらない?(ラジオNIKKEI、15:00)[157]
  - ウィーン・フィル ニューイヤーコンサート2011（NHK FM、19:00）[93]
  - 石丸幹二のシアターへようこそ（NHK FM、22:00）[93]
  - 坂本龍一ニューイヤースペシャル（NHK FM、23:00）[93]
- 1月1日 - 3日
  - 初春の調べ（NHK FM、7:15）[93]
  - 新春謡曲狂言（NHK FM、11:00）[93]
  - 新春邦楽特選（NHK FM、14:00）[93]
- 1月2日、3日
  - 新春詩吟（NHK FM、7:55）[93]
  - オーケストラ・エキゾチカ〜アジアのオーケストラの魅力〜（NHK FM、12:15）[93]
- 1月2日
  - 新春おめでたバラエティー（NHKラジオ第1、14:20）[154]
  - 山本一力 2011 ニッポン人へのメッセージ（ニッポン放送、15:00。聞き手:小口絵里子）[90]
  - お正月だヨ!ラブ♪ラジオウォークで万葉歌ごよみ（MBSラジオ、17:45。出演：上野誠、八木早希、松本麻衣子）
  - 二宮清純 2011年 日本のスポーツ大予測（ニッポン放送、19:00。聞き手:師岡正雄）[90]
  - 新春おめでた文芸（NHKラジオ第1、16:30、19:20）[154]
  - まろのSP日記（NHK FM、19:20。DJ:篠崎史紀）[93]
  - シャンプーハットてつじのグルメガイド「おせちもいいけど、○○もね!」(MBSラジオ、22:00)
- 1月2日 - 海外日本語放送の絆〜2011・ニッポンに期待する〜（NHKラジオ第1、20:05）
  - 5月5日 - 海外日本語放送の絆〜ニッポンを応援する!〜（NHKラジオ第1、17:05）
- 1月3日
  - 歌い初め2011〜ラジオの夢（JFNC、11:30。DJ:小川もこ、三浦和人）[158]
  - 松山千春のスーパーオフショット（STVラジオ、14:00）※文化放送制作裏送り
  - あけましてじゃがいも!山根あゆみからの年賀状2011“美女”と“いももち”と“やまね”SP（HBCラジオ、14:00）
  - 新春大入り!渋谷・極楽亭（NHKラジオ第1、14:20。司会：関口泰雅、森口博子）[154]
  - 第54回NHKニューイヤーオペラコンサート（NHK FM、19:00）[93]
  - 今夜だけ復活!ほぐすらじお初春版 (MBSラジオ、20:00。出演：増井孝子、澤田有紀、大村賢秀、野村啓司)[124][159]
- 1月3日 - 7日
  - クロスオーバーイレブン2011新春（NHK FM、23:00）[93]
  - 小西康陽 これからの人生。特別編（NHK FM、24:00）[93]
- 1月4日 - 中部財界人新春サロン（CBCラジオ、20:00）
- 1月7日、1月26日 - 繁盛店の秘密に迫る驚きのケータイメール集客術?!（京都三条ラジオカフェ[103]、8:00。出演：平田久美子）
- 1月9日、1月16日、1月23日、1月30日 近田春夫と篠木雅博の徳間ナイトニッポン（ニッポン放送、日曜日20:30）[112][160]
- 1月10日
  - どきどきキャンプのオトナにチャレンジ（ニッポン放送、15:00。出演：吉田尚記）
  - エンタメ・コング超拡大4時間スペシャル!（FM AICHI、17:00。DJ:内藤聡）
  - FM FESTIVAL2011 未来授業プレスペシャル（TOKYO FM、18:00。出演：山本寛斎、土屋アンナ）
- 1月10日、2月11日 - 鎌田實 いのちの対話（NHKラジオ第1、〔1月10日〕8:33〔2月11日〕9:05）
- 1月10日、3月21日 - 電気事業連合会presents 勝間和代と考える 希望の技術力（ニッポンテクノロジー）（文化放送、8:30）[161]
- 1月17日
  - 阪神・淡路大震災から16年 あの日旅立ったあなたへ〜被災地からのメッセージ〜(NHKラジオ第1、5:13)[162]
  - 防災とボランティアの日 JCBA啓発番組「災害時コミュニティ放送の役割」（JCBA、6:55 / JCBA、19:15）
  - 地域の絆があなたを守る〜「第1回防災ラジオドラマコンテスト」から〜(NHKラジオ第1、8:35)[163]
  - ラジオ災害情報交差点（NHK、ニッポン放送、TBSラジオ、文化放送、アール・エフ・ラジオ日本、TOKYO FM、J-WAVE / 8:46）[164]
- 1月29日 - 環境ニュースNOW〜ニュースで考える環境問題（TBSラジオ、19:00[102]。出演:森田正光、飯田哲也、長岡杏子）[165]
- 1月30日、2月27日、3月27日、4月30日 - KAI presents EARTH RADIO（毎月最終週土曜日18:00。DJ:伊勢谷友介、中渓宏一）  [166]
- 1月30日、2月27日 - Make U Smile 〜Dream, Magic & Fantasy〜（InterFM、毎月最終週土曜日21:00。DJ: スラージ、柳井麻希） [167]
- 2月11日
  - McDonald's Big America2 PRESENTS LISTEN TO AMERICA（JFL企画ネット番組。FM NORTH WAVE、9:00。J-WAVE、9:00。ZIP-FM、9:00。FM802、10:00。CROSS FM、10:00。出演:RIP SLYME / 〔FM NORTH WAVE〕テツヤ / 〔J-WAVE〕DJ TARO、南美布 / 〔ZIP-FM〕デイル[168] / 〔FM802〕久保田コージ[169] / 〔CROSS FM〕〔CROSS FM〕八木徹、ルーシー[170]）
  - 新しい日本の歌（NHK FM、10:00。出演:平井丈一朗 / 坪郷佳英子）
  - McDonald's Big America2 Presents HOT SHOT PARTY（企画ネット番組、〔前半はJFNブロックネット番組〕。AIR-G'、10:30。DATE FM、10:30。TOKYO FM、10:30。FM AICHI、10:30。FM OSAKA、11:00。FMQリーグ、10:30。 FM沖縄、14:00 / TOKYO FM、15:00。DJ:〔AIR-G'〕山田瑞希 / 〔TOKYO FM〕井出大介）[171]
  - 明治製菓 presents Sweet Love がんばれ iのあるバレンタイン（13:00。出演:仲里依紗、杉崎美香）[172]
  - 三菱商事presents FM FESTIVAL 未来の日本人たちへ〜未来授業 2011〜（JFN、16:00。DJ:茂木健一郎。特別講師:姜尚中、養老孟司、北野大）
  - オトナの補習授業「俳句・虎の穴」（NHKラジオ第1、18:05）[173]
  - ライブ・ウィズ・フレンズ 塩谷哲と音楽仲間たち2011（NHK FM、21:10。DJ:塩谷哲、住吉美紀）
- 2月11日 / 2月14日 - 2月17日、MESSAGE FOR THE FUTURE 2011 (J-WAVE&FM NORTHWAVE、18:00。出演:〔11日のみ〕杏子、さかいゆう、元ちとせ / 〔FM NORTH WAVE〕潮音 / 〔J-WAVE CURIOUS〕クリス智子)
- 2月20日
  - ブラック・ミュージック・エッセンシャル〜ウインター（AIR-G'、19:00[101]）[174]
  - 人生を豊かに!ニッポンをもっと楽しもう計画 高橋尚子の走ろー!歩こー!ランニングミュージックスペシャル（ニッポン放送、19:00）[175]
- 2月21日、4月17日 - 高橋優の素晴らしきラジオ3・4（ABCラジオ、20:00。DJ:高橋優、桂紗綾）[176]
- 2月24日 - 集客会議（InterFM、19:00。DJ:清水康一朗）Mimi-Ben Walkerから改題[177]
- 2月27日
  - 德永英明デビュー25周年スペシャル シングル46曲一挙聴かせます!（文化放送、19:00。出演：穂のか）[178]
  - メッセンジャーあいはらの呑んでいいとも!(MBSラジオ、20:30[104])[179]
- 3月4日、3月11日、3月18日、3月25日 -  梶浦由記『FICTION』」(NACK5、金曜日25:30)全4回[180]
- 3月7日 - 3月10日 - KUMON Shining☆Woman!（FM-FUJI、10:15）全4回[181]
- 3月7日 - 3月10日3月11日 - 来なっせ熊本!聴きなっせ熊本!（ラジオ日本、15:15）全5回[182]
- 3月6日、3月13日、3月20日、3月27日 - これであんしん 夢のマイホーム(RCCラジオ、8:15。DJ:久保純子)[183]
- 3月6日 - 音楽（おんたの）〜Joy of Music〜佐渡裕ベルリン・フィルへ(MBSラジオ、20:00[104])
  - 7月3日 - 音楽（おんたの）〜Joy of Music〜(MBSラジオ、21:00[104]。DJ:佐渡裕)
- 3月7日 - 3月17日 - 週刊グレープフルーツTOWN（NACK5、14:35）全10回[184]
- 13日、17日、18日 - 届け!被災地へ いま、あなたが出来ること（ニッポン放送、13日20:00 / 17日、18日20:30。DJ:垣花正）[14]
- 3月15日 - rfcラジオ福島発〜がんばろう福島 がんばろう東北 がんばろう日本〜（ラジオ福島 / ラジオNIKKEI）[12]
- 3月18日
  - 上泉雄一プレゼンツ映画音楽2時間特集(MBSラジオ、22:30)
  - カーペンターズスペシャル (MBSラジオ、25:00)
- 3月20日
  - 水谷豊×宇崎竜童 おとなのラジオseason2（ニッポン放送、19:00。アシスタント:垣花正）
- 3月20日、5月19日
  - 宮内鎮雄・音楽の時間（TBSラジオ、20:00〔3月20日〕、21:00〔5月19日〕)
- 3月21日
  - THE YOMIURI SHINBUN presents MAESTRO THE TITANS-La Folle Journee au JAPAN-(J-WAVE、20:00。DJ:滝川クリステル、下野竜也)[185]
  - 被災地に届け 絆のうた(NHKラジオ第1、12:15 / 19:15)
- 3月26日、3月27日 - ジャパニーズゴールデンポップス（NHK FM、14:00。DJ:船守さちこ。出演:吉井和哉〔26日〕、つんく♂〔27日〕）[186]
- 3月28日 - 山中つよしの美・happy（ABCラジオ、20:00。出演:山中つよし）
- 3月30日 - プロフェッショナルスピリッツ 高橋尚子 人生ロード・4つのQ（ニッポン放送、20:00。出演:山本剛士）
- 4月3日
  - 白夜書房『野球小僧』プレゼンツ 2011・プロ野球戦力白書（ニッポン放送、20:30[112]。出演:煙山光紀、田中清〔野球小僧編集部〕）
- 4月4日 - 4月8日、Say!You Young（超!A&G+、25:00。DJ〔曜日担当順〕:櫻井孝宏 / 阿澄佳奈 / 神谷浩史 / 茅原実里 / 田村ゆかり）
- 4月2日、4月17日、5月15日、6月19日、11月23日 - もっとニッポニア!もっとジャパン!のうた（文化放送、4月2日19:45、4月17日18:00、5月15日19:00、6月19日18:00、11月23日8:30。出演：〔4月2日〕太田英明、石川真紀、〔4月17日〕宮沢和史、太田英明、加山雄三、〔5月15日〕宮沢和史、太田英明、由紀さおり、〔6月19日〕宮沢和史、太田英明、石川真紀、他）[187]
- 4月4日 - ELLE Girl Prom Party(TOKYO FM、19:00[92])
- 4月18日 - Peaky SALTのイトシセツナレイディオSPECIAL(TOKYO FM、19:00[92])
- 4月28日 - RETTAM YOROZYA 烈譚萬屋 (月1回毎月最終週木曜23:00。DJ:後藤惠一郎)
- 4月29日 - ホリデーふるさと便in富山 〜黒部峡谷 トロッコが行く!〜（文化放送・KNBラジオ、11:00。出演:鈴木光裕、陸田陽子）[188]
- 5月3日
  - 母の詩〜母の日によせて（文化放送、11:00。出演:北原照久、アグネス・チャン、竹内靖夫）
  - 宮本和知のナイタースペシャル 熱血!野球塾（ニッポン放送、19:00。出演:増田みのり）[119]
  - YUKIO YOKOYAMA ALL OF CHOPIN 212（TOKYO FM、20:00。DJ:小山ジャネット愛子）
- 5月4日
  - お天気ヒットパレード（NHKラジオ第1、17:05。司会:関口泰雅）
  - ナイツ塙宣之のナイタースペシャル （ニッポン放送、19:00。出演:飯田浩司、菊地高弘〔白夜書房〕）[119]
- 5月5日
  - 復活!ラジオNHK杯将棋トーナメント（NHKラジオ第1、17:05）
  - サンドウィッチマンのナイタースペシャル（ニッポン放送、19:00）[119]
  - トップランナー on R1（NHKラジオ第1、20:05。第1回ゲスト:山口一郎（サカナクション）。司会:箭内道彦、田中麗奈）
  - プラトンからの宿題 〜ことばの世界でぐるぐる考える〜4（NHKラジオ第1、22:15）[189]
- 5月15日、10月9日 - 青木仁志のモチベーションカフェ（ニッポン放送、20:00[112]〔5月25日〕、20:30[112]〔10月9日〕。A:新保友映〔5月15日〕、六車奈々〔10月9日〕）
- 5月19日 - ABCフレッシュアップベースボール 赤星と次郎のオーライオーライ（ABCラジオ、17:55。出演:赤星憲広、清水次郎）
- 5月19日、5月27日 - 山田雅人のナイタースペシャル プロ野球タイムトンネル（ニッポン放送、19:00。出演:煙山光紀）
- 5月28日、9月3日 - au one la select (得)ショッピング（TBSラジオ、15:00〔5月28日〕、13:00〔9月3日〕。出演:生島ヒロシ、新田恵利）[190]
- 6月2日 - ますだおかだのナイタースペシャル（ニッポン放送、19:00。出演:飯田浩司）
- 6月17日 - 飯田浩司とナイツのナイタースペシャル（ニッポン放送、19:00）[191]
- 7月2日、7月3日 - ザ・ベストラジオ2011（NHKラジオ第1、16:05。出演:亀淵明信 他）
- 7月10日 - 午前10時の映画祭SP（仮。MBSラジオ、21:00[104]。DJ:森川みどり）
- 8月1日 - 僕らが大好きだったテレビ主題歌（MBSラジオ、20:00[124]。DJ:柏木宏之、亀井希生）
- 8月7日 - アイドルラジオ ハロプロスペシャル（MBSラジオ、21:00[104]。DJ:松本美香、岡友美 / 鈴木健太）
- 8月14日、8月21日 - 増子直純兄ィのロックな労働相談室（NHKラジオ第1、14日21:05、21日19:20。出演:増子直純（怒髪天）、浅野真澄）[192]
- 8月18日、11月23日 - ライブハウス・R-1（NHKラジオ第1、20:05。司会:ポカスカジャン、京本有加）
- 8月21日、28日 - MBS開局60周年アワー 音楽の時間ですょ 目指せ1179曲てアンタ!?（MBSラジオ、21:00 DJ：上泉雄一）[193]
- 9月1日 - 特集・防災の日2011 東日本大震災から学ぶべきものは（NHKラジオ、8:33）
  - ラジオ災害情報交差点[163]
- 9月1日、2日 - CBCラジオ開局60周年記念番組 しゃかりきコロンブス（22:00）[135]
- 9月3日 - CBCラジオ開局60周年特別番組 今夜復活!石川梨華のちゃんちゃか☆チャーミー!（20:30）[194]
- 9月19日、10月10日 - ホリデーかしましラジオ（ニッポン放送、13:00[10月10日]、14:00[9月19日Part1]、15:00[9月19日Part2]。出演:新保友映、五戸美樹、箱崎みどり）
- 9月23日
  - ニッポン放送ホリデースペシャル古坂大魔王の秋のアソナビ〜これヨクナイ?（ニッポン放送、13:00。出演:古坂大魔王 他）
    -       - ムーンライトシャワー〜月明かりに照らされて・長月編〜（NHKラジオ第1、18:05。DJ:Mr.イワサキ）[195]
- 10月9日 - 「ドライバーズリクエスト」特別番組 トラックは生活（くらし）と経済のライフライン〜震災とトラック輸送（TBSラジオ、16:00。P:小島慶子、帆足由美、G:竹内健蔵、生島ヒロシ）
- 10月18日、11月11日、11月18日 - 文化放送報道スペシャル 「震災と被災地メディア」（文化放送、21:00。N:唐橋ユミ）
- 12月23日 - 祝日特集「千昌夫 〜ふるさとのために歌う〜&追悼2011」（NHKラジオ第1、17:05。出演:島田政男）
- 12月24日-25日、第37回ラジオ・チャリティー・ミュージックソン（ニッポン放送、24日12:00-25日12:00。P:ゆず）
- 12月25日
  - TBSラジオ60周年記念特番ファイナル!TRY60（TBSラジオ、18:00。P:小島慶子）[143]
  - 高校生特集 クリスマスの夜なのに（NHKラジオ第1、19:20。P:加藤シゲアキ、増田貴久(NEWS) G:柳沢慎吾、おかもとまり、稲川淳二）
- 12月26日 - 第4回年忘れ!夢の紅白歌合戦（NHKラジオ第1、20:50。司会:水前寺清子、岩崎博）
- 12月26日-28日 - ジャパニーズゴールデンポップス（NHK FM、19:30。DJ:西村直子。出演:森高千里〔26日〕、平松愛理〔27日〕、森高千里〔28日〕）
- 12月29日
  - ムーンライトシャワー〜月明かりに照らされて・歳末編〜（NHKラジオ第1、17:05。DJ:Mr.イワサキ）
  - 2011 ニュース年録〜メディアは何を伝え、何を伝えられなかったか?（TBSラジオ、18:00。出演:荻上チキ、江藤愛、長谷川幸洋〔東京新聞論説副主幹〕、藤沢智子 (TBC)）!
  - 2011 スポーツ年録（TBSラジオ、19:00。出演:青島健太）
  - ピエール瀧×ビビる大木のおっさんニュース年録2011（TBSラジオ、21:00。出演:中村尚登）
- 12月29日、30日 - 怪談源平合戦絵巻 冬の陣（NHKラジオ第1、22:15。出演:稲川淳二 他）[196]
- 12月30日
  - 文化放送報道スペシャル マイクの1年2011（文化放送、20:00。出演:石森則和）[197]
  - 文化放送スポーツスペシャル マイクの1年2011（文化放送、20:30。出演:飯塚治）[197]
- 12月31日
  - ラジオ日本報道スペシャル どうする日本!明日の希望のために（アール・エフ・ラジオ日本、11:00。出演:高倉亨、有馬晴海、鴨下一郎、西田実仁、櫻井充）
  - 年末特集「思い出の昭和歌謡 〜小沢昭一・長田暁二〜」（NHKラジオ第1、12:15。司会:島田政男）
  - 世良洋子の年忘れ紅白歌合戦（RCCラジオ、13:00。司会:世良洋子、一柳信行。審査員:由美かおる）[152]
  - 第62回NHK紅白歌合戦（NHKラジオ第1、19:15）
  - 恒例!ランティス男子大晦日スペシャル（ラジオ大阪、22:00。DJ:三重野瞳）[198]
  - さだまさしカウントダウンスペシャル（文化放送、23:30。出演:チキンガーリックステーキ、寺島尚正）[197]
  - 1314 V-STATION15周年記念特別番組 Vステゆく年くる年（ラジオ大阪、23:30。DJ:サエキトモ、寺川愛美）[198]

### レギュラー番組のスペシャル版
- 1月1日
  - 徳光和夫の今年もとくモリ! 初日の出放送局（ニッポン放送、5:00）
  - 新年早々!伊藤史隆です〜ようこそ2011ウサギだピョン!(ABCラジオ、7:00)
  - MUSIC TRIP 2011(FM NORTH WAVE、8:00。DJ:潮音)
  - 河田直也と桜井一枝のうきうき元日リクエスト（MBSラジオ、11:30）
  - リョービスペシャル 山野秀子のちいさなパティオ（RCCラジオ、12:30）[90][199]
  - ドントパスミーバイスペシャル(InterFM、12:30。DJ:根本敬、湯浅学)[200]
  - 夏木ゆたかのホッと歌謡曲お正月だョ スペシャルだ!（ラジオ日本、14:00。DJ:夏木ゆたか）[201]
  - 佐々木幸男JUST FOLK〜新春生ウタSP（HBCラジオ、14:00）
  - 札幌美少女図鑑Rからあけましておめでとう!（HBCラジオ、16:00。DJ:今野小夜子 / 田島しおり）
  - 土曜日レディお正月スペシャル（NHK FM、15:00。DJ:杏子）[93]
  - おめでとう!地球ラジオ2011（NHKラジオ第1、16:05）[154]
  - 朝刊さくらいスピンオフ企画 香菜子のなまらないと2（HBCラジオ 、17:00）
  - 茶屋町MBS劇場元日特別興行（MBSラジオ、17:45）
  - 1条STATION ヨシトモ! (2スタ録音)堀啓知のめざせ新春覇権奪回スペシャル（HBCラジオ、19:00）[202]
  - ブギウギ専務の俺の血が騒ぐ!!おめでとうスペシャル（STVラジオ、19:00）
  - 気になることば 正月スペシャル〜どう変わる?あの言葉 この言葉〜（NHKラジオ第1、19:20）[154]
  - 韓国の音楽が熱い!新春スペシャル（STVラジオ、20:00。DJ:室田智美）
  - 大ラジ魂!大森俊治の幸せなお正月に異議ある者は今すぐ申し出よSP（HBCラジオ、20:00）
- 1月1日 - 3日
  - 大貫妙子 懐かしい未来アンコール（NHK FM、8:10）[93]
  - 新春スペシャル名演奏ライブラリー2011年メモリアル・イヤーの演奏家たち（NHK FM、9:10）[93]
- 1月2日
  - ウィークエンドサンシャインウインタースペシャル（NHK FM、15:00。DJ:ピーター・バラカン）[93]
  - 美輪明宏 薔薇色の日曜日スペシャル〜愛の手引書2011〜（TBSラジオ、18:00）
  - 出光プレゼンツ DRIVE with ECO&DREAM 2011新春SPECIAL（ニッポン放送、19:30。DJ:太田哲也、まるも亜希子）[90]
  - 浜村淳の思い出は映画でいっぱい（MBSラジオ、20:00）[104]
- 1月3日
  - 小林克也 Music Go!Go!（ニッポン放送、11:00）[90]
  - 渡部陽一 勇気の音楽（ニッポン放送、11:30）[90]
  - これぞ!Bs魂 〜気になるオリックス・バファローズ〜年始番外編『ぐっち・ゴンゾウの「きばっていこうぜ!!」』(ABCラジオ、14:00。出演:坂口智隆、横山徹也、田野和彦 )
  - いなむら一志のBeat Radio新春スペシャル!!（HBCラジオ、15:40）
  - ベストテンほっかいどう2010年間ランキング大発表SP(HBCラジオ、15:30)
  - かめ友 新春番外編!亀山つとむの“薩摩っ子くらぶ”結成記念スペシャル（MBSラジオ、18:00）
  - アタックヤング新春スペシャル ウサギの子産みっぱなし2011（STVラジオ、20:00）
  - 坂東守SHOW GUTS相談室（HBCラジオ、21:00）
  - Good Time, Good Music NEW YEAR SPECIAL（TBSラジオ、18:00）
  - 三日の夜はぷちぷちケータイ俳句（NHKラジオ第1、21:30。ゲスト：だいたひかる、司会：横林良純）[154]
- 1月7日 - 熊木杏里 夢のある喫茶店新春拡大 ウサギとクマッキーSP（HBCラジオ、24:30）
- 1月8日 - 土曜もキラ☆キラ 「ジャパネットたかたラジオショッピング」 新春スペシャル（TBSラジオ、15:00。出演：高田明、水道橋博士、石井正則 / 杉町孝太郎〔ジャパネットたかた〕）
- 1月10日
  - U-18 ユーガタM塾SP 同窓会編（NHK FM、17:00）[203]
  - 高樹千佳子のハイブリッドな週末 新春スペシャル「楽しく学ぼう!みんなのエコドライブ!」（TBSラジオ、19:00）
- 1月15日 - Kakiiin×EAGLES（TBSラジオ、20:00[102]。DJ:初田啓介、出演:天辰保文他）
- 1月17日
  - アフタヌーン・パラダイス・スペシャル Remember1.17〜今、私たちに必要なこと〜（ミュージックバード、15:00。DJ:古賀いずみ）[204]
  - ネットワーク1・17&たね蒔きジャーナルスペシャル 16年をつなぐ震災の記憶〜過去、現在、そして未来へ(MBSラジオ、19:30)
- 1月27日 - MESH（FMうるま ゆいまーるラジオ、18:00。DJ:小橋川繁〔MESHサポート〕、塚本裕樹）※パイロット版
- 1月31日 - 星野仙一の熱血・仙一夜特別編（MBSラジオ、20:00[124]）
- 2月5日 - お帰りなさ〜い!朝から勝手に桑田佳祐特集!![205](AIR-G'、5:00。DJ:DJ KARASU、ビクトル大石)
- 2月6日
  - しろバラスペシャル 大相撲たっぷり語ります（文化放送、16:00。パーソナリティ:菅野しろう、有馬香）[8]
  - 夜クラ!(AIR-G'、19:00[101]。DJ:高山秀毅)
- 2月11日
  - ラジオ井戸端会議スペシャル「夫婦円満ですか?!その秘けつは?」（NHKラジオ第1、16:05）[206]
  - 新・話の泉スペシャル〜早春編〜（NHKラジオ第1、20:00）
- 2月13日 - サクッとSuGラジ スペシャル（ニッポン放送、20:30[112]）
- 2月19日 - 高知を語るBAR おとなのラジオ(高知放送、20:00。DJ:相沢俊夫 / 出演:野村裕〔パッケージ高知〕、岡本賀行(TOHOシネマズ高知)、山口徹〔和楽路屋〕、八松美佐子〔料亭濱長〕、小松秀吉)
- 2月21日 - 25日、球春到来!開幕まで待てない!ニッポン放送ショウアップナイター野球”命”スペシャル（ニッポン放送、17:40。出演:松本ひでお、飯田浩司他）[207]
- 2月26日
  - 池上彰のズバリ!ラジオ サタデースペシャル（ニッポン放送、19:00。出演：眞鍋かをり）[208]
  - 祝!生誕55周年&「MUSICMAN」リリース記念「桑田佳祐のめでたい夜遊び〜いつもより55分延長してGO!GO!バースデースペシャル(TOKYO FM、24:00)※番組本体は23:00。23:55からローカル独自編成のため中断
- 2月27日
  - 皆藤愛子 あいラジ拡大号（ニッポン放送、18:00）
  - 渡部陽一 勇気のコトバスペシャル（ニッポン放送、20:00。出演:渡部陽一）[112][209]
- 3月5日 - 2010年度NHKのど自慢チャンピオン大会（NHKラジオ第1、19:30）
- 3月12日 - 気になる科学 ラボラジオ（NHKラジオ第1、15:05）※パイロット版
- 3月13日
  - 茂木健一郎のサンデー ズバリ!ラジオ 上司と部下 仕事のホンネ（ニッポン放送、19:00。出演:茂木健一郎）[13]
  - 関ジャニの男前めざせ!生放送スペシャル（ABCラジオ、20:00。出演:関ジャニ∞）[95]
- 3月14日 - ヒガシマル醤油presents メモリーズ・オブ・ユースペシャル（ABCラジオ、20:00。出演:小林大作、桶村久美子）
- 3月15日 - 3月17日、3月22日 - 3月24日、ネットワーク3・11(MBSラジオ、21:00。出演:魚住由紀、河本光正 / 上田崇順)
- 3月16日 - ミッツ・マングローブのTOKYO AFTER6(Suono Dolce、18:00)
- 3月18日 - ロート製薬OXY oresents スーパーヒットチャートなまらん 頑張れ!高校生アスリートスペシャル2011春（STVラジオ、21:00）
- 3月19日 - まいとたいむ 3周年スペシャル 〜列島縦断 ご当地自慢スペシャル〜（RKBラジオ、出演:里田まい、タイムマシーン3号 / 矢島舞美〔℃-ute〕、萩原舞〔同〕）[102][210]
- 3月21日
  - 坂上みきのエンタメgo!go! ホリデースペシャル（アール・エフ・ラジオ日本、13:00。出演:坂上みき、崎本大海、朝海ひかる、目黒祐樹、近貞冬奈、髙地杏美）[211]
  - 特集 作家・五木寛之の“歌の旅びと”（NHKラジオ第1、15:0520:05。出演:五木寛之、加藤登紀子、松原健之 / 須磨佳津江）[212]
  - 思い出の昭和歌謡（NHKラジオ第1）
- 3月26日 - 文化放送ライオンズナイター30周年の軌跡（文化放送、17:45。出演:斉藤一美、戸谷真人、中田秀作、菅野詩朗）
  - 4月1日 - 文化放送ライオンズナイター30周年の軌跡（文化放送、19:00。出演:飯塚治、大塚光二、堀口文宏〔あさりど〕、かわのをとや）
  - 9月22日 - 文化放送ライオンズナイター30周年の軌跡（文化放送、17:57。出演:斉藤一美）
- 3月26日
  - エレうた!ver0.1!（NHKラジオ第1、19:20。DJ:桃井はるこ、森山春香 / 出演:藤田咲、岡田有花）[213]※パイロット版 ※3月21日休止の振り替え
  - プロ野球ネットワーク・スペシャル〜バットとボールと栗山英樹〜（TBSラジオ、20:00）[102]
- 3月28日 - 嶌信彦のエネルギッシュトークスペシャル 嶌信彦・地球環境なう（TBS、20:00）
- 3月30日 - 小杉十郎太・野中藍酒とバラの日々シーズン2特別編（超!A&G+、24:30）
- 4月1日
  - 田中真奈美・名賀亜美のミュージック＋30（超!A&G+、8:00）
  - 柿島伸次のライブドッグスペシャル（超!A&G+、9:00）
- 4月2日 - ショウアップナイターレジェンド最終回スペシャル（ニッポン放送、17:30）
- 4月10日、5月8日、5月29日、9月25日 - 文化放送 サンデープレミアム 甲斐よしひろのセイ!ヤング21スペシャル（文化放送、17:57）
- 4月16日 - 荒川強啓 デイ・キャッチ!〜東日本大震災・被災地は今（TBSラジオ、18:00）
- 4月18日 - ひとつになろうニッポン 東日本大震災 被災地復興支援「坂崎幸之助と吉田拓郎のオールナイトニッポンGOLDスペシャル」〜あなたのキモチ、全部だきしめて〜（ニッポン放送、19:00）[214]
- 4月22日 - 音楽のチカラ スペシャル(TOKYO FM、19:00。DJ:赤坂泰彦)
- 4月27日 - flowers今日は丸ごと“九州”SP!（FMS、fm nagasaki、JOY FM、μFM、13:30、Air-Radio FM8813:30、FMK15:00、DJ:松本英子）
- 4月29日 - ゴールデンウィークもライフサポート快適生活ラジオショッピング〜今日はトクバンッ〜（ニッポン放送、12:00）[119]
- 4月30日 - ショウアップナイタースペシャル 投手の力〜”流しのキャッチャー”が見た黄金世代（ニッポン放送、17:30。P:安倍昌彦、洗川雄司）[119]
- 5月1日、6月5日、7月10日 - 文化放送 サンデープレミアム 田原総一朗 オフレコ!（文化放送、17:57）
- 5月1日、6月5日、6月26日 - 日曜2h（文化放送、20:00。出演:南里侑香〔5月1日、6月26日〕、吉田仁美〔5月1日、6月26日〕、azusa〔6月5日、6月26日〕、黒崎真音〔6月5日、6月26日〕、鷲崎健〔6月26日〕、増田俊樹）
- 5月1日 - 週刊!ニッポン放送 ゴールデンウィーク増刊号（ニッポン放送、20:50）
- 5月3日、4日、5日 - 特集 絆うた（NHKラジオ第1、19:20。司会:三宅民夫）
- 5月5日
  - 東ちづる ま、そんなもんでしょスペシャル“ニッポンの悩み2011”（文化放送、11:00。出演:梶原しげる、伊藤佳子、中原俊明）
  - シナプス スペシャル Sound for Children 〜LOVE MUSIC〜 powered by Plan Japan（TOKYO FM、13:00。DJ:やまだひさし）[215]
- 6月2日 - AKB48 NEWアルバムまでもうちょっと。〜ここにいたことSP〜（文化放送、20:00。出演:高橋みなみ〔AKB48チームA、ノースリーブス〕・大島優子〔Not yet / AKB48チームK〕・柏木由紀〔AKB48チームB、フレンチ・キス〕 / K太郎）
- 6月13日
  - 勝谷誠彦のこれがニュースだ!スペシャル（ニッポン放送、18:00）[191]
  - 元気です!吉田拓郎スペシャル 〜けど明日のことがわからない〜（ニッポン放送、20:00）[191]
- 7月10日 - ESP学園プレゼンツ『ROCK ENTERTAINMENT 高見沢俊彦のロックばん』外伝 『Takamiyの王子ばん4』（TBS、25:00）
- 7月18日
  - 鴻上尚史と里田まいのサンデー・オトナラボ海の日スペシャル（ニッポン放送、11:00）
  - 海の日もキラ☆キラ!ジャパネットたかたラジオショッピングスペシャル（TBSラジオ、13:00）
  - TOYOTA モータースポーツDig スペシャル 脇阪寿一と戦う仲間たち（TBSラジオ、20:30。出演:脇阪寿一、竹内香苗、木下隆之、飯田章、石浦宏明、大嶋和也）
- 8月13日 - カケダセ!夏休みスペシャル（NHKラジオ第1、20:05。出演:ROLLY、山田敦子 / カケダセ!シスターズ〔大場美奈・仲俣汐里 〔カケダセ!シスターズはいずれも、AKB48チーム4〕〕）
- 8月21日 - 中村こずえのサウンドピクチャースペシャル 世界遺産57、000キロの旅（ニッポン放送、27:10）
- 8月22日 - 勝谷誠彦のこれがニュースだ!120分語り尽くしスペシャル!!（ニッポン放送、18:00）
- 9月10日 - サンドウィッチマンの東北魂・増刊号（ニッポン放送、14:50）
- 9月11日 - 守ります!福島 スペシャル（ラジオ福島、12:14）
- 9月19日
  - 東ちづる ま、そんなもんでしょスペシャル（文化放送、11:00）
  - 敬老の日も ライフサポート快適生活ラジオショッピング〜今日はトクバンッ〜（ニッポン放送、12:00）
  - 鴻上尚史と里田まいのサンデーオトナラボ 秋の総集編（ニッポン放送、13:00）
- 9月23日
  - ロックンローラー近田春夫の歌謡曲って何だ?電撃的スペシャル（NHKラジオ第1、13:05。出演:近田春夫）[216]
  - 秋の夜長は「つぶや句575」なう。〜今夜のテーマは「男と女」〜（NHK松山放送局 / NHKラジオ第1、19:20。出演:つぶやきシロー、佐藤文香、中倉隆道）
- 9月25日 - 大沢悠里のTBSラジオショッピング 2011年上半期総決算スペシャル（TBSラジオ、10:00。出演:西村知江子、さこみちよ）
- 10月1日 - ザ・トップ5の面白さトップ5（TBSラジオ、16:00。P:蓮見孝之、安東弘樹、小林悠）
- 10月2日 - 茂木健一郎のサンデー ズバリ!ラジオ 上司と部下 仕事のホンネ（ニッポン放送、27:30。出演:茂木健一郎）
- 10月7日
  - 柳瀬博一・Terminal（ターミナル）予告編（TBSラジオ、18:30）
  - FamilyMart おとなコンビニ研究所スペシャル〜ニッポンのおとな、これからのチカラ!〜（TBSラジオ、19:00。出演:生島ヒロシ、残間里江子、中村雅俊）[217]
- 10月16日 - 中村こずえのサウンドピクチャースペシャル 武家の古都鎌倉（ニッポン放送、27:00）
- 11月3日
  - 辛坊治郎のホリデーズバリ!ラジオ（ニッポン放送、13:00。A:飯田浩司）
  - 杏のAnytime Andante（ニッポン放送、15:30）
- 11月13日 - M3 SKE48オキドキスペシャル（東海ラジオ、15:00。出演：松井珠理奈、松井玲奈）
- 11月14日 - 井筒とマツコ 禁断のラジオ 60分拡大スペシャル（文化放送、19:00[140]。出演:井筒和幸、マツコ・デラックス他）
- 11月26日 - ジャパネットたかたpresents ラジオのちから2011〜広がるラジオの可能（TBSラジオ、13:00。（出演:小島慶子・石井正則（アリtoキリギリス）、高田明他）
- 11月27日 - 大阪府知事選挙・大阪市長選挙特別番組 たね蒔きジャーナル選挙特番〜それでも大阪は…（MBSラジオ、20:00）
- 12月
  - たね蒔きジャーナル年末SP（仮、MBSラジオ）
- 12月5日 - 押尾コータローの押しても弾いてもスペシャル in阪急西宮ガーデンズ（MBSラジオ、20:00。出演:南かおり、奥華子）
- 12月11日 - 中村こずえのサウンドピクチャースペシャル ワンダフルクリスマスタイム（ニッポン放送、27:00。出演:中村こずえ、丸々もとお）
- 12月17日 - 福山雅治 魂のラジオ大感謝祭 THE RADIO BANG（ニッポン放送、18:00。DJ:荘口彰久）
- 12月23日放送
  - 森本毅郎・スタンバイ!スペシャル 外国映画の60年〜生涯忘れられないあの名優（TBSラジオ、19:30。出演:森本毅郎、遠藤泰子、嶌信彦、小沢遼子）[143]
  - 宮川賢プレゼンツ「プロ限定!放送で大失敗」（TBSラジオ、23:00）[143]
  - ライブビート 年末スペシャル（NHKラジオ第2、23:00）
- 12月24日放送
  - 「久米宏 ラジオなんですけど」開局60周年記念スペシャル（TBSラジオ、13:00）[143]
  - 立川談志さん追悼特別番組 談志の遺言2011（TBSラジオ、19:00。出演:山中秀樹、立川志の輔、立川志らく）[143]
- 12月25日放送
  - 麒麟とスムルース徳田のゴーK! 〜クリスマスの夜に一夜限りの復活スペシャル〜（MBSラジオ、20:00）
- 12月27日放送 - TOYOTAモータースポーツDigスペシャル サーキットに、行ってみよう!（TBSラジオ、18:00。出演:脇坂寿一）[146]
- 12月29日放送 - K-POP COUNTDOWN 年末スペシャル（文化放送、22:00）[197]
- 12月30日、31日放送予定 - ふるさと&つながるラジオ 年末スペシャル（NHK第1放送、12:15。出演:柿沼郭、石山智恵、古今亭志ん輔、神田紅〔両日〕、立松和平〔30日〕、香山リカ〔31日〕、他）
- 12月30日放送
  - LOVE KOREA Best of K-pop(HBCラジオ、16:00他。出演：カン・ハンナ)[218]
  - 鴻上尚史と岡本玲のサンデー・オトナラボ 2012年を占う、年末スペシャル!（ニッポン放送、16:30）[149]
  - 千原ジュニアのRPM Go! Go! 年末SPECIAL（ニッポン放送、17:30）[149]
  - “たね蒔きジャーナル2011”年末スペシャル（MBSラジオ、17:45。出演:水野晶子・千葉猛・上田崇順・河本光正・近藤勝重〔毎日新聞〕・平野幸夫〔毎日新聞〕他）[151]
  - 奈美悦子・辻よしなりのちなみに?（TBSラジオ、18:30）[146]
  - 杏のAnytime Andante 年末スペシャル（ニッポン放送、19:00）[149]
  - 横山ルリカの金8スペシャル（ニッポン放送、22:00）[149]
- 12月31日放送
  - マイ プレイリスト Love for Japan 〜kizashi〜 2011 Special Edition（ニッポン放送、13:00。ナビゲータ:那須恵理子）[149]
  - 年末スペシャル!エンレイの羽根（ニッポン放送、15:00）[149]
  - 赤星と次郎の大晦日も赤星と次郎のオーライ・オーライ（ABCラジオ、15:00）[219]
  - サウンドトラベル年末スペシャル（ニッポン放送、15:30）[149]
  - ラジオシアター〜文学の扉 大晦日60分スペシャル（TBSラジオ、18:00。出演:中嶋朋子、渡辺徹<fef name="KR11-12"/>
  - MBSたびぐみ×うたぐみ ゆく年くる年スペシャル!（MBSラジオ、18:00。出演:馬野雅行・上泉雄一・古川圭子・山中真・金山泉・前田阿希子・大吉洋平〔第1部〕、小泉エリ・前田阿希子・吉竹史・鈴木健太・斎藤裕美・福島暢啓〔第2部〕）[151]
  - 札幌美少女図鑑Rプチ拡大版!来年こそは脱オヤジ宣言!(HBCラジオ、20:00。出演：今野小夜子)
  - ミュージックギフト〜音楽・地球号スペシャル 私の人生（ストーリー） 今日まで、そして、これから（文化放送、19:00。出演:竹内靖夫、布施明、MINA(MAX)）[197]
  - ニュースで英会話 ラジオ第2年末スペシャル Dear Tohoku（NHK第2放送、22:30。出演:大川久、鳥飼玖美子、伊藤サム、ダニエル・カール）
  - T.M.Revolution 西川貴教のちょこっとナイトニッポン 拡大版! 〜ミゲルと幸せ大みそ日（ニッポン放送、22:30）[149]
  - 秘密の音園 新春号(RCCラジオ、23:30。DJ:青山高治)
  - 大友直人音楽の力 ニューイヤースペシャル（アール・エフ・ラジオ日本、24:00。出演:大友直人、近藤誠一、盛中国、瀬田裕子、中村紘子、加山雄三）
  - まだまだゴチャ・まぜっ!スペシャル（MBSラジオ、26:00。出演:有野晋哉・TKO・たかはし智秋・吹田早哉佳・ヤンヤンガールズほか）[151]

### イベント関連
- 1月1日 - HAPPY SUNRISE 2011 〜そらの初日の出＠T38〜（FM NORTH WAVE、6:00。DJ:片岡香澄）[220]
- 1月2日 - SAPPORO LOVER'S WEDDING presents AIR-G' Crystal Kay Special Talk in 宮の森フランセス教会（AIR-G'、19:00[101]。出演:Crystal Kay。DJ:松尾亜希子）[221]
- 1月3日 - セイ!ヤング・オールナイトニッポンコンサートまであと26日 Are you ready?Oh!の魅力!（ニッポン放送、13:00）[90]
- 1月9日
  - CBCラジオ新春スペシャル（CBCラジオ、14:30）[222]
  - RADIO DRAGON presents Live Dragon SP!!(TOKYO FM、19:00。司会DJ：紗羅マリー)[223]
- 1月10日 - 響けうたごえ〜NHK東京児童合唱団第39回定期演奏会から〜（NHK FM、16:00）[203]※2010年11月27日、28日東京オペラシティにて公開録音
- 1月11日 - セイ!ヤング スペシャル 谷村新司・ばんばひろふみ 天才・秀才・バカ 〜武道館まで待てない!〜（文化放送、20:00）[224]
- 1月22日 - 山梨県オールトヨタpresents Drive Your Dreams in アイメッセ山梨（FM-FUJI、13:00）
- 1月23日 - SUNDAY IN THE PARK special 山梨県オールトヨタ新車フェスタ in アイメッセ山梨（FM-FUJI、11:00）
- 1月29日、30日
  - 29日収録 - セイ!ヤング・オールナイトニッポンコンサート Are you ready? Oh! 谷村新司のセイ!ヤング&泉谷しげるのオールナイトニッポン〜天才・秀才・バカヤロー〜（日本武道館。出演：谷村新司、泉谷しげる、ばんばひろふみ、あのねのね。文化放送、2月5日19:00[225]）
  - 30日収録 - セイ!ヤング・オールナイトニッポンコンサート Are you ready? Oh!さだまさしのセイ!ヤング&南こうせつのオールナイトニッポン（日本武道館、出演：南こうせつ、さだまさし、坂崎幸之助。ニッポン放送、2月5日21:00）
- 1月29日 - ペナルティとティーンのナキワラジオ↑↑スペシャル（CBCラジオ、19:00）[226]
- 2月5日 - 映画「あしたのジョー」公開直前スペシャル!（TBSラジオ、20:30[102]）
- 2月6日
  - ついに開幕!飯田浩司のKOOZAまるわかりスペシャル（ニッポン放送、20:30[112]）
  - Club Fun presents おかもとまりのふゆらじお! ウィンタースポーツフェスタ シーズン10“冬スポ”スペシャル（ニッポン放送、23:00）[227]
- 2月7日 - スミからヤギまで!ラジオウォーク直前無礼講スペシャル（MBSラジオ、20:00[124]）[228]
- 2月11日
  - 毎日放送開局60周年記念番組 第30回毎日カルチャースペシャル 明日香風の道ラジオウォーク〜古の心を今にたずねて〜（MBSラジオ、10:30）[228]
  - ジャパン・キャンピングカーショー2011 presents FAMILY CAMPING LIFE(TOKYO FM、11:30)
  - KOOZA東京公演スペシャル（FM Yokohama84.7、12:30。DJ:小島麻子）[229]
  - ニッポン放送ホリデースペシャル 竹野内豊が語る!映画「太平洋の奇跡〜フォックスと呼ばれた男〜」真実の物語（ニッポン放送、13:00。出演：くり万太郎、竹野内豊）
- 2月12日
  - ウイークエンドバラエティ 日高晤郎ショー 雪まつりスペシャル in STVホール（STVラジオ、8:00)
  - THE GRAMMY SPECIAL “The Nominees”(FM NORTH WAVE、20:00。DJ:タック・ハーシー)
- 2月13日 - THE GRAMMY SPECIAL “The Day”(FM NORTH WAVE、9:00。DJ:ケイコ、タック・ハーシー)
- 2月18日 - au by KDDI presents NEW AIR!NEW WAVE!(AIR-G'&FM NORTH WAVE、12:00。司会:北川久仁子、テツヤ。出演:西山茉希、サトウヨシアキ)[230]
- 2月19日 - カイロの桐灰プレゼンツ スノーステージ（HBCラジオ、7:30。司会:佐藤彩 / 出演:夏目のり子、山口孝司）
- 2月20日 - らぶらじ女子部withてっちゃん み〜んな食べちゃうin食の彩典（SBSラジオ、13:00。出演:鉄崎幹人、小沼みのり、長谷川玲子、原田亜弥子）
- 2月27日 - 第52回旭川冬まつり AIR-G' Song for You(AIR-G'、22:00。司会:山田瑞希。出演:Juliet、福島和可菜、Yucca)[231]
- 3月6日 - SDDこどもサミット〜8000万人の大人へのメッセージ〜(fm osaka / JFN、19:00)2月20日公開収録
- 3月11日 - アムラックス東京20周年記念 I LOVE MUSIC、WE LOVE CARS featuring 葵 from 彩冷える（NACK5、19:20）3月6日公開収録
- 3月31日3月11日、4月13日 - George Yanagi YOKOHAMA DREAM NIGHT（FM Yokohama、23:30）
- 3月12日 - NHK岐阜放送局開局70周年記念 地球ラジオin岐阜（NHKラジオ第1、17:05）
- 3月21日
  - TOKYO GAS Curious HAMAJI〜SPRING SPECIAL〜（bayfm、13:00。DJ:浜島直子 / ゲスト:田中美里、石井竜也、山田優）STUDIO IKSPIARIより公開生放送
  - E-ne!〜good for you〜SPECIAL ジョイン ヨコハマ モビリティ"プロジェクトZERO"@ランドマークホール（FM Yokohama、13:00。DJ:MITSUMI / レポーター:穂積ユタカ / ゲスト:Dream5）
- 3月25日 - ナイターズ マル秘 同窓会（金曜26:20。出演：中上真亜子、檜木萌、高橋亜由美 矢敷真帆・梨紗、井澤妙峰、磯美沙紀、武田るい / 司会：大蔵ともあき）
- 4月1日
  - 栞ラジ（下北FM、21:00。DJ:栞菜）
  - 朝までズミラジオ（下北FM、26:00。DJ:小泉瑠美）
- 4月3日 - CBCラジオ向山復活祭!（CBCラジオ、13:00。出演:さゆりん、石井亮次）豊橋市、旧CBC豊橋向山スタジオから公開生放送[232]
- 4月11日 - KOKUA FOR JAPAN（InterFM、10:00。司会:南美布、カマサミ・コング、岡田朗）[233]
- 4月29日 - ユアエルム presents RADIO SURPRISE!! SPRING FESTIVAL（bayfm、13:00。DJ:門脇知子）
- 5月3日、4日 - 東日本大震災チャリティー落語会〜元気と笑いを届けたい〜（NHKラジオ第1、22:15。出演:春風亭昇太、林家たい平、三遊亭円楽、柳家喬太郎、柳家花緑、サンドウィッチマン）
- 5月5日
  - ピーアーク presents bayfmフリマパラダイス〜がんばろう日本 今だから心をつなごう（bayfm、12:00。出演：ゴスペラーズ、May'n、カナリア、楽しんご、AKB48。DJ:野呂佳代 他）[234]
  - 映画パイレーツ・オブ・カリビアン/生命の泉がもっと楽しくなる4つのポイント!!（ニッポン放送、12:00。P:八雲ふみね）
- 5月6日 - 東日本大震災復興支援コンサート 明宝ハムプレゼンツ 春爛漫コンサート（ぎふチャン、17:55。出演:原田悠里、小金沢昇司、和田青児、山口ひろみ）
- 5月28日 - 東池袋大勝軒「東日本大震災」チャリティJAZZライブ NIGHT OF DREAMS（TBSラジオ、16:00）
- 6月25日 -  au by KDDI presents MUSIC LUSH(FM NORTH WAVE、11:00。DJ：奥かおる、近藤夏子。出演：Sowelu) [235]
- 8月23日 - 東京タワー 人力ライトアップ作戦! -希望の光を照らせ!-（TOKYO FM、19:35）[236]
- 8月26日、9月23日 - オールナイトニッポンGOLD/文化放送ホリデースペシャル さだまさし・南こうせつ 東日本大震災復興支援チャリティーコンサート スペシャルLIVE（ニッポン放送、8月26日22:00、文化放送、9月23日11:00。8月7日、名古屋センチュリーホールにて公開録音）
- 9月3日 - 五木ひろし〜歌とトークで綴る開局60周年（CBCラジオ、13:00 司会:戸井康成）公開生放送[237]
- 9月4日
  - 東京JAZZ2011(NHKFM、11:00）
  - 河原﨑辰也 歩けばわかるさ! フィナーレ〜そして明日へ踏み出して〜（CBCラジオ、13:30）[238]
- 9月6日 - アース&ヒューマンコンシャスライブ 2011 supported by DUNLOP（TOKYO FM/JFN、19:00。出演：今井美樹、植村花菜、ゴスペラーズ、藤井フミヤ）[239]
- 9月19日
  - TOKYO FM HOLIDAY SPECIAL カップヌードル40th Anniversary NISSIN POWER STATION LIMITED GIGS〜みんなの音楽〜（TOKYO FM、13:00。DJ:赤坂泰彦）[240]横浜みなとみらい赤レンガ倉庫屋外広場から公開生放送
  - 秋だ!千葉だ!観光だ!もぎたてスペシャル（TBSラジオ、20:00。P:森田健作、山田愛里他）※9月17日、「感謝 de サカス!」でにて公開収録
- 9月23日 - LIVE福島 風とロックSUPER野馬追 Special supported by Docomo（TOKYO FM、13:30）※9月14日〜19日、福島県で開催されたライブの模様を放送
- 9月24日 - 民謡日本一決定!日本民謡フェスティバル2011（NHK FM、13:00）※6月26日、NHKホールで公開収録
- 10月2日
  - FM-FUJI AUTUMN special ゴーイング☆ハイウェイ2011 in談合坂（FM-FUJI、10:00。MC:NICO、藤本えみり）[241]
  - シブヤ音フェスタ2011（NHKラジオ第1、11:00。DJ:指原莉乃〔AKB48〕、青井実。出演:T2ya、RAM WIRE、Takuya他）[242]
- 10月3日、6日、12日、11月18日、19日 - NHK音楽祭2011（NHK-FM、19:00）
- 10月7日
  - 第34回まくべつ産業まつり（HBCラジオ、19:00。 出演:仁支川峰子、ダブルネーム。司会:石崎輝明、金知実）
  - HBCラジオまつり2011「SmileS」(HBCラジオ、20:00。司会：若林聖子。出演：曽根由希江、吉田山田、D.W.ニコルズ）
- 10月10日
  - 朝日地球環境フォーラム2011 ライブトーク 私たちの進む道 with 未来授業（TOKYO FM、16:30。P:茂木健一郎、浅利そのみ 出演:宮台真司、岡田武史、アンダーグラフ）
  - 1800-30 江崎グリコPresents食べて買って家族で笑顔!秋はやっぱり炊き込み御膳!（TBSラジオ、18:00。出演:Wコロン、平野寿将）
  - サロマ大収穫祭（HBCラジオ、20:30）
- 10月27日 - ラジオ日本 歌の感謝祭 2011（ラジオ日本、18:30）
- 11月3日
  - 勇気と元気つながろうジャパン!SP・歌は文化だ!浜祭（文化放送、8:30。総合司会:野村邦丸、水谷加奈）
  - 日本作曲家協会音楽祭2011〜歌で広げよう愛の輪を〜（ニッポン放送、11:00。出演:湯浅明、石川みゆき）
- 11月14日 - 埼玉県民の日special SAITAMA HEROES（NACK5、9:00）
- 11月17、21、22、24、25、28日 - 第80回日本音楽コンクール（NHK FM、19:10）
- 11月23日
  - ホリデーふるさと便IN青森（文化放送、11:00。P:鈴木光裕、上野由加里）
  - bayfm meets AKB48 6th Stage〜誰かのために〜（bayfm、13:00）
- 12月23日 - 第5回ラジオCMコンテスト（文化放送、11:00。出演:野村邦丸、水谷加奈、中島信也、谷山雅計、児島令子、近藤浩章、里田まい）[197]
- 12月26日 - RED RIBBON LIVE 2011〜エイズとわたし。支えることと防ぐこと（TBSラジオ、18:30。出演:山本シュウ、今井絵理子、奥華子、TERU (GLAY)、MASH、三浦大知、蒼井そら、加藤鷹、はるな愛、ぼれろ小庭）
- 12月31日
  - 夢の第九コンサート 2011 supported by SUZUKI（JFN、22:00。指揮者:西本智実）2011年12月29日収録
  - FM NORTH WAVE MUSIC GENERATION COUNTDOWN（FM NORTH WAVE、23:00。DJ:潮音。出演:Fuminori Kagajo、Mye）

### ラジオドラマ
- 1月1日 - 2011年大予測ラジオドラマ「新木裕晴の恋」〜2011年はこんな年になりまする(MBSラジオ、22:00。出演：河田直也 / 吉竹史、桜井一枝、浅越ゴエ、上泉雄一、メッセンジャーあいはら、大吉洋平、U.K.、掛布雅之、浜村淳、近藤光史、大平サブロー、稲垣早希、前田阿希子、武川智美、今出東二、井上雅雄、中川家礼二、間寛平、世界のナベアツ)
- 1月2日 - AKB48の"私たちの物語"（NHK FM、22:00。出演:AKB48）[93][243]※パイロット版
- 1月3日 - 雪姫 遠野おしらさま迷宮（NHK FM、21:00。出演：渋谷はるか、樹木希林 他）[93]
- 2月6日、2月13日、2月20日、2月27日 - ラジオドラマ カップメン（STVラジオ、日曜日21:45。原作&脚本:長谷川智久）[244] 全4回
- 2月18日 - らくドラ!「近日息子」「貧乏神」（京都三条ラジオカフェ[103]、23:00。制作・出演：大阪成蹊大学芸術学部映像コース）
- 3月19日 - 大阪ガス presents 山の声〜ある登山者の追想（MBSラジオ イストワールhistoire、19:30。原作：大竹野正典、脚本:加藤芳樹。出演：日活JOE、山本忠 / リピート山中）[245]
- 8月26日 - 夏のラジオドラマスペシャル 消魂（エピローグ）（アール・エフ・ラジオ日本、24:00）
- 10月3日放送開始 - AKBラジオドラマ劇場（ニッポン放送、平日〔月 - 木曜〕23:50）
- 12月18日 - 大阪ガスpresents ラジオドラマ「LOOP（ループ）」（MBSラジオ、26:30。出演:千田訓子、宮都謹次、山田かつろう、三谷恭子、杉森大祐、辻るりこ、他）
- 12月23日、24日 - 角田光代ラジオドラマ「それもまたちいさな光」（TBSラジオ、18:00。出演:石田ひかり、河相我聞、笹峰愛、丸山優子他）
- 12月24日 - 特集オーディオドラマ「鳥の名前の少年あるいは、ある小惑星探査機の冒険」（NHK FM、22:00）
- 12月30日 - ABC創立60周年記念ラジオ時代劇 元禄・堂島米市場螢舞〜平成に近松の幽霊が甦る（ABCラジオ、19:00。出演:寺脇康文、橋爪功、谷村美月、道上洋三、桂吉弥、他）

## 開始番組

### 2011年1月放送開始
TBSラジオ
- 1月3日 - トータルテンボスのJUNKの前に聴きたまえ!（平日〔月 - 金曜〕24:50）
- 1月31日 - ニューギン presents 角田信朗 〜傾いて候〜 よっしゃあ!（月曜日21:00。出演：出水麻衣）[246]

文化放送
- 1月3日 - ガヤガヤ我が家（月曜日21:30。出演:我が家）[247] レギュラー放送開始

文化放送デジタルラジオ超!A&G+
- 1月7日 - RADIO RONDO ROBE 〜DIVA's PARTY〜（金曜日21:30。出演:川田まみ、ELISA）[248]

ニッポン放送
- 1月3日 - 大宮エリーのオールナイトニッポン（月曜日25:00）レギュラー放送開始
- 1月5日 - ゴールデンボンバー鬼龍院翔のオールナイトニッポン（水曜日25:00）開始[249]
- 1月13日 - 大竹しのぶのオールナイトニッポンGOLD（木曜日22:00）レギュラー放送開始

アール・エフ・ラジオ日本
- 1月1日 - 小宮光二 この人と語ろう（土曜日8:45）
- 1月4日
  - 阿部真理の興味しんしん（火曜日22:30）
  - かすみ果穂ナイト（火曜日23:30）改題
- 1月5日 - ふーちゃんのアジアン・ミュージック・ブレイク（水曜日26:00、出演：ふーちゃん〔DUKE FUJINO〕、相原かおる、YASU）[250]

JFN
- 1月3日前後 - ラ・くるり

ミュージックバード コミュニティチャンネル
- 1月1日 - ミニスカポリス レディオ（土曜日23:30）
- 1月2日
  - Communication Design Lab〜望月衛介・音楽と広告（日曜日19:00）
  - 水元秀二郎のやるときゃやるぜ〜いたずらパラダイス（日曜日21:00）

bayfm
- 1月6日 - 絵画的発信所（木曜日24:00。DJ:ケミカルピクチャーズ）
- 1月9日 -  Radio Live Cafe La Donna（日曜日21:30。DJ:真木ひろか、〔隔々週〕東京女子流 / NICE GIRL プロジェクト! / 中野風女シスターズ）[251]

NACK5
- 1月1日
  - docomo SAITAMA STYLE（土曜日12:00。DJ:土屋滋生）改題
  - J-POP TALKIN'（土曜日22:00。DJ:田家秀樹）

ABCラジオ
- 1月8日 - 大橋利恵のミュージック・カプチーノ（土曜日12:30）[252]

ラジオ大阪
- 1月3日 - ラジオとラジコのおはなし（平日〔月 - 金曜〕11:50。DJ:和田麻実子）
- 1月31日 - 5upよしもと ガチモリ（平日〔月 - 木曜〕22:00。DJ:〔月曜〕ジャルジャル、〔火曜〕スマイル、〔水曜〕銀シャリ、〔木曜〕かまいたち）baseよしもと ナマワラbから改題

AIR-G'
- 1月2日 - KANPAI☆SAPPORO[253]（日曜日17:55。出演:小坂紀絵）OH! SAPPORO☆ から改題
- 1月3日
  - music air-stayG（平日〔月 - 木曜〕11:30。DJ:〔月・火曜〕寺田英夫 / 〔水・木曜〕林唯衣）
  - REALIVE RADIO（月曜20:00。DJ:DAIGO〔from TRIBE ROCK〕）
  - MIDNIGHT RADIO PARK 森下勇介のハットリ!（月曜日26:30）
- 1月4日 - MIDNIGHT RADIO PARK Keep it louuud!!(火曜日26:30。DJ:MAYHEM、Lunakate)

FM NORTH WAVE
- 1月8日 - Lyric（土曜25:00。DJ:学生サークル“Creative Link P”の日替わり当番学生）[254]

FM NORTH WAVE、CROSS FM
- 1月8日〔FM NORTH WAVE〕、1月9日〔CROSS FM〕 - RAGTIME LIFE(FM NORTH WAVE、土曜日9:30。CROSS FM、日曜日13:00。DJ:suzumoku)[255]

IBC岩手放送
- 1月2日 - AKB48仲谷明香のなかやん通信（日曜日21:00）

CBCラジオ サタデーティーンズナイト
- 1月8日 - 風男塾の天下腐部（土曜日24:30。DJ:紫集院曜介、流原蓮次 他腐男塾から1名）[257]

FM FUKUOKA
- 1月7日 - 美里家本舗!（木曜日21:00）

かつしかFM
- 1月2日 - Tokyo Anime Radio（月曜日24:00。DJ:松元健一、入江健夫、神梛めい）[258]

FMうらやす
- 1月6日 - CIMS Music Entertainment（木曜日22:30、金曜日22:30。日替わりDJ）
- 1月12日 - 青山みきと心の演歌（隔週〔毎月第2、第4週〕水曜日22:00）

京都三条ラジオカフェ
- 1月23日 - 京大名誉教授・内藤道雄先生のワイン夜話（月1回第4日曜日23:30。出演：滝本洋一〔名酒館タキモト副社長〕）

FM Hanako
- 1月5日 - Aicoo's room〜1LDK〜（火曜日14:00）

FM mono
- 1月28日 - 未来への情熱★キックオフ!（金曜日19:00。DJ:宮崎栄一〔創明コンサルティングブレイン〕、中川正志〔エヌファクトリー〕[260]、弘中義雄〔エイチクリエイト&リシェス〕 / 宮原夕佳[261]）

エフエムいずも
- 1月4日 - 子ども背くらいな歌 ちいうた（平日〔月〜金曜〕、平日7:55）

FMうるま
- 1月2日 - 歴∞らじ(日曜日15:00。DJ:にしかっちゃん[264] )

インターネットラジオ はいてない.com
- 1月7日配信開始 - Triangle M@ster 〜DailyStars〜（出演:谷口雪斗、岩杉夏、豊嶋真之介、レン）[265]

### 2011年2月放送開始
ニッポン放送
- 2月12日開始 - RADIO MJ〜マーケティング最前線〜（土曜 19:50。出演：垣花正、篠原昇司〔日経MJ編集長〕）[266]

アール・エフ・ラジオ日本
- 2月5日 - 日本人の原点〜失われた日本を再び（土曜6:45。出演:佐藤フジエ）

CBCラジオ
- 2月4日開始 - 若手アナ自由時間 ひきだし（金曜日24:30。DJ:小川健太、柳沢彩美）

AIR-G'
- 2月5日 - H!t Trackz!（土曜日18:30。DJ:アイシス）

RADIO BERRY
- 2月2日 - SA・KU・RA FM（水曜日15:00。DJ:熊谷光紗 / 水野真菜三）

エフエム高知
- 2月5日 - 料亭濱長[269] の美佐子でございます（毎月第1週金曜日13:20、毎月第3週金曜日13:20。DJ:八松美佐子〔料亭濱長〕、谷本美尋）

ラジオカロスサッポロ
- 2月11日 - そらとバウムの愛してミロス（金曜日12:00）[270]

FMうらら
- 2月2日 - 猫とノラ犬とハムスター（水曜日21:00。出演:関森絵美）
- 2月5日 - 2.5次(DJ:木村綺羅羅〔雨色〕、如月弥生。土曜日22:30)
- 2月7日
  - エミリーナイト（月曜日22:30。DJ:岩佐えみり、maqh）
  - 骨董品革命（アンティークレボリューション。月曜日23:00。出演:菊入寛生、加藤知佳）
- 2月19日 - SHOKEOのあーちすと・でないと（土曜日21:30）

FMうるま ゆいまーるラジオ
- 2月3日 - MESH（木曜18:00。DJ:小橋川繁〔MESHサポート〕、塚本裕樹）[271]

インターネットラジオ音泉
- 2月11日配信開始
  - アリスソフト大放送 〜featuring 大帝国〜（出演:前田ゆきえ、一条和矢）
  - オトメイトTaira（出演：鳥海浩輔）
- 2月14日配信開始 - べびプリRadio ぱらだいす0（出演：藤田咲、桑谷夏子）

アニメイトTV
- 2月28日配信開始 - 程高放送部〜もしドラジオ〜（出演:日笠陽子、花澤香菜）

### 2011年3月放送開始
NHKラジオ第1
- 3月29日
  - 渋谷スポーツカフェ（火曜20:05。出演：飯星景子、樋口真一郎）
  - 亀渕昭信のにっぽん全国ラジオめぐり（隔週火曜日21:05。出演：山田敦子）リニューアルにより改題[272]
- 3月31日 - 昭和歌謡ショー（木曜21:30。DJ:小西良太郎、島田政男）

南日本放送
- 3月28日? - 田辺令吉のおはよう!発車オーライ（平日〔月 - 金曜〕6:30）

ラジオカロスサッポロ
- 3月3日 - 情熱!北海道（木曜15:00。DJ:斉藤拳司）

エフエム浦安 FMうらら
- 3月4日 - Soulpnuts R&B Hip Hop Chart Show（金曜日23:00。出演:DJ Jobow）
- 3月8日 - ちょんまげさむらい（火曜日23:00。DJ:中倉秀道〔maqh〕 / 火曜日23:15。DJ:鎌田将司〔maqh〕）

### 2011年4月放送開始
NHKラジオ第1
- 4月1日 - 映画音楽パラダイス（金曜日21:00。DJ:棚橋志乃）
- 4月2日
  - カケダセ!（最終週を除く、土曜日9:05。出演:山田敦子、ROLLY / 大場美奈〔AKB48〕、仲俣汐里〔AKB48〕）[275]
  - 絆うた（土曜日19:20。DJ:三宅民夫）レギュラー番組化[276]
- 4月3日 - AKB48の"私たちの物語"（隔週日曜日19:20。出演：山寺宏一）[93]レギュラー放送開始
- 4月4日 - 岡田惠和の今宵、ロックバーで〜ドラマな人々の音楽談義（月曜日21:05）
- 4月10日 - 上地雄輔のラジ音!（隔週日曜日19:20）
- 4月25日 - オトナの補習授業（毎月最終週 月曜日21:05。出演：夏井いつき、古谷徹、熊木杏里）
- 4月30日
  - みんなで科学ラボラジオ（毎月最終週土曜日9:05。司会:山田敦子）
  - キャンパス寄席（毎月最終週 土曜日20:05。司会：サンドウィッチマン）準レギュラー番組化
  - エレうた!（毎月最終週 土曜日22:15。DJ:桃井はるこ、花澤香菜）[213]

NHKラジオ第2 
- 4月2日 - 攻略!英語リスニング（土曜日12:00、日曜日12:00）

NHK-FM
- 4月1日 - AKB48の"私たちの物語"（隔週金曜日22:00。出演：山寺宏一）[93]レギュラー放送開始
- 4月2日
  - ガットの調べ（土曜日20:15）
  - 石丸幹二のシアターへようこそ（土曜日21:00）
- 4月5日 - とことん○○（火 - 土曜 24:00。DJ:あおい洋一郎）
- 4月8日 - 上地雄輔のラジ音!（隔週金曜日22:00）
- 4月29日 - 熊川哲也のバレエ音楽スタジオ（最終金曜日21:10。DJ:熊川哲也）[277]

TBSラジオ
- 4月4日 - サウンド・キャッチ（平日〔月 - 金曜〕17:05。DJ:萩原健太）
- 4月9日
  - 鈴木おさむ 考えるラジオ（土曜19:00。出演:鈴木おさむ、出水麻衣）
  - はい、槇原です（土曜21:00）
  - 東京エレクトロン Presents 夢★夢 Engine!（土曜24:30。出演:松尾貴史、岡村仁美）
- 4月10日
  - Dr.松永の聞こえるクリニック（日曜9:55。出演：松永敦、吉川美代子）
  - 積水ハウス Presents 村上ゆきのスローリビング（日曜18:00。出演:村上ゆき）
  - 高橋芳朗 HAPPY SAD（日曜18:30。出演:高橋芳朗、川瀬良子）
- 4月17日 - 菊地成孔の粋な夜電波（日曜20:00。出演:菊地成孔）

文化放送
- 4月4日
  - みんなの寅さん（平日〔月曜日 - 金曜日〕8:13。出演:吉田照美）
  - 豊丸産業プレゼンツ さくら・あゆみのローズパーティー（月曜日21:30。出演:野川さくら、辻あゆみ）
- 4月8日
  - ViViDのViViBitナイト!（金曜日25:00）
  - U字工事の早起きラジオ!?（金曜日26:30）[280]
- 4月9日
  - NEWSダイアリー〜「記憶のかけ橋」（土曜5:05。出演:岡里美）
  - サエラと歌おう〜ニッポニアソング〜（土曜6:25）[281]
  - 森崎友紀のおはよう!Yu-kitchen（土曜6:35）
  - 弁護士中田のビジネスナビゲータ（土曜6:45。出演:中田光一知、中嶋美和子）
  - 相沢舞・加藤英美里のいえす!萌えきゃ〜ん!（土曜 25:30）[282]
- 4月10日
  - 大正製薬天下たい平!落語はやおき亭（日曜日7:00）
  - もっと!遊ぼーと!!（日曜16:30。出演:野村邦丸、高尾晶子、山本梓）
- 4月18日 - おはなし玉手箱（平日〔月 - 金曜〕17:18。出演:水谷加奈）[283]

文化放送デジタルラジオ超!A&G+
- 4月5日 - 早見沙織のふり〜すたいる♪（火曜日21:00）
- 4月6日
  - 井上麻里奈・下田麻美のIT革命!（水曜日23:00）
  - あいぽんの頑張るぐろーばる!（水曜日23:30）
- 4月8日 - ラジオ☆聡美はっけん伝!（金曜日21:00）
- 4月9日
  - 金元寿子×イカ娘 侵略ラジオ 聞かなイカ?（隔週土曜日20:00）
  - ハマテレビジョン（土曜日25:00。出演:佐々木智代、津田美波、原嶋あかり）
- 4月10日
  - ブルーマウンテン・カフェ[285]（日曜日 16:00。出演：阿久津薫美）
  - アフィリア・サーガ・イーストの魔法学院放送部（隔週日曜日 23:30。DJ:ユカフィン・ドール〔アフィリア・サーガ・イースト〕、クルミ・ラーラ・ミルク〔アフィリア・サーガ・イースト〕）
  - 文菜のYAH!(日曜日 24:30)

ニッポン放送
- 4月1日 - 土田晃之のFOOTBALLER'S HIGH（金曜日24:40）
- 4月3日 - あの時、この曲（隔週土曜4:30）。DJ:くり万太郎）初回のみ20:00
- 4月4日
- 4月4日
  - 勝谷誠彦のこれがニュースだ!（月曜日18:00。出演:小口絵里子）
  - 京本政樹 ラジとばっ!（月曜日21:20）
  - SUPER☆GiRLS 超絶パーティー（平日〔月 - 木曜〕24:53）
  - ミュージック・パーティー（ニッポン放送、〔月 - 木曜〕24:58）
- 4月6日 - 広瀬香美のオールナイトニッポンGOLD（水曜日22:00）実質放送時間移動
- 4月9日 - 松本秀樹のGoodLife=Doglife（土曜日5:00。出演:新保友映）[287][288]
- 4月15日 - オールナイトニッポンGOLD app10.jp（金曜日22:00。DJ:吉田尚記）[289]
- 4月17日 - 薬師丸ひろ子 ハート・デリバリー（日曜日8:30）

アール・エフ・ラジオ日本
- 4月1日
  - どこかで聞いたクラシック（金曜日24:00。出演:高橋広樹）
  - 映画招待席（金曜日26:00。出演:石山栄里子）
  - マキタスポーツラジオはたらくおじさん（金曜日27:00。出演:マキタスポーツ、橘美緒）
- 4月2日
  - 山本さゆりのミュージックパーク（土曜17:55 / 日曜日17:55）
  - 僕らのシンガー・コレクション（土曜日27:00）
  - びびこのMOON 月 SEE STAR（土曜日27:30）
- 4月3日
  - 朝のイージーリスニング（日曜日5:45。DJ:坂下純美）
  - 神津カンナのあんな話・こんな話（日曜9:45）
- 4月4日 - ビートゴーズオン（平日〔月曜日 - 木曜〕12:00。DJ:ながた和彦）
- 4月5日
  - AKB48佐藤亜美菜の「この世に小文字はいりません!」（火曜日23:30）
  - チーモンチョーチュウのるんるんラジオ（火曜日24:00。出演:三澤佳奈）
- 4月6日 - 松島進一郎・松村和子の演歌一直線（水曜日23:30）
- 4月8日 - Wコロンのおはよう!スプーン（金曜日7:00）パーソナリティ交代に伴い改題

TOKYO FM
- 4月1日
  - HOPE MESSAGE（金曜日16:55。出演:中西哲生）
  - SMJ 全日本スキマ音楽（金曜日21:00。DJ:角田晃広、浜野謙太）[291]
- 4月2日
  - 焼酎ダイニング J-Fairy YASU（土曜日19:00。DJ：安めぐみ）
  - MASTpresents 奥華子 MATIOTO（土曜日19:30）
  - フレンチ・キスのKissラジ!〜あなたへのYELL（土曜日24:00）[292]
- 4月4日 - BIG SPECIAL（平日〔月 - 木曜〕25:00。DJ:小山ジャネット愛子）

JFN
- MUSIC LIVES
- 楽楽台湾 〜台湾にハマって抜け出せなくなる音楽番組〜（DJ:青木由香）
- FLORAの恵み（DJ:江口桃子）
- らじネクDX(DJ:GIRL NEXT DOOR)RADIO NEXT DOORから改題
- V-Rock Station（月替わりDJ）
- K-POP TRAIN（DJ:髙木りな）
- Music Remark（DJ:池山文）

ミュージックバード
- 4月1日
  - Morning Community（平日〔月 - 金曜〕6:00 DJ:〔月・火曜〕齋藤聡、〔水曜〕小桧山崇、〔木・金曜〕後藤剛）
  - MUSIC CONNECTION（平日〔月 - 金曜〕24:00。DJ:〔月 - 木曜〕大石吾朗、〔金曜週替わりDJ〕エド山口 / 庄野真代 / 細坪基佳 / 鈴木康博）
  - Otarunai-to（金曜19：00。DJ:田口智子）
- 4月2日
  - Biz&Life Academy（土曜日5:00。DJ:RISUKE）
  - 素晴らしき音楽仲間達(土曜日6:00。DJ:Bon Voyage)
  - ユメルとにゃんたぶぅのカラフルCafé(土曜日9:00)
  - MUSIC LUNCH（土曜日12:00。DJ:ミューア）
  - まほろばステーション（土曜日24:00）Radio Magic NEXTから改題
- 4月3日 - 宮本文昭の音楽、雑学、人生楽（日曜日12：00）
- 4月4日
  - 拝、ボーズ（月曜25:00。出演：桂米裕）「猫とキャベツと窪田友紀子」から改題
  - きくへんろ（月曜25:30。出演:天野高雄）
- 4月5日
  - 大井川・ふるさと夢浪漫（火曜19：00。DJ:御代田悟、野崎淳之介）
  - 風とシープス…ときどき、窪田友紀子（火曜20:00）
  - SHINGO'S雑誌ショウ（火曜日26:00）
  - 花*花Style（火曜日26:30。DJ:おのまきこ）
  - 華月祥&トミー富岡のWithSmail!（火曜日27:00）「19からッつダイヤモンド!」から改題

J-WAVE
- 4月1日 - TOYOTA ROAD TO TOMORROW(金曜日16:00)
- 4月3日 - SAISON AMERICAN EXPRESS CARD VINTAGE GARAGE（日曜日18:00。DJ:ロバート・ハリス)

FM西東京・調布FM・むさしのFM
- 4月2日 - E-tama いーたまっ!(土曜日13:00。パーソナリティ:香月りさ、大塚まこと、松野こうき)

ラジオNIKKEI
- 4月4日 - 民謡で今日拝なびら（RBC制作）全国放送開始

茨城放送
- 4月4日
  - あさカツ!(〔月 - 土曜〕6:00。DJ:〔月・火曜〕今章子、〔水曜〕木村仁美、〔木曜〕高信佳子、〔金曜〕太田絵里子、〔土曜〕築島雪枝)
  - ふれラジいばらき（平日〔月 - 金曜〕9:00。DJ:〔月・火曜〕鹿原徳夫、〔水・木曜〕阿部重典、〔金曜〕渡辺美奈子 / 出演:〔月曜、水曜〕田中里実、〔火曜〕新口絢子、〔木曜〕宮田英里、〔金曜〕梅嶋教信）
  - スマイル・スマイル（平日〔月 - 金曜〕12:55。DJ:〔月曜〕木村さおり、〔火曜〕小田貴子、〔水・木曜〕渡辺美奈子、〔金曜〕林美津子）
- 4月9日 - notes.(土曜日13:00。DJ:山田タポシ、木村さおり / 出演:〔毎月1回土曜最終週〕ayako_HaLo)

栃木放送
RADIO BERRY
- 4月4日 - MY CITY とちぎFM（月曜日15:00）
- 4月5日 - ほっと"HOT"もおか（火曜日15:00）
- 4月6日 - Nikkowave（水曜日15:00）

NACK5
- 4月1日 - タマアドラジオ〜Guda(仮)〜（金曜日24:30。DJ:タマ伸也、松下アド）
- 4月2日
  - SPO-NOW（土曜日17:55。DJ:小笠原聖）
  - 専門学校ESPミュージカルアカデミーPresents 音楽人〜ONGAKU-BEAT〜（土曜日20:30。DJ:山本昇）
  - 杉崎智介 Director Eyes（土曜日21:30。出演:ReeSya）
  - RADIO PREDATOR（土曜日24:30。DJ:TOTALFAT）
- 4月3日 - SUNDAY BIRDS -遊びの天才-（日曜日12:55 / 日曜日16:00。DJ:ケイザブロー）
- 4月4日
  - GOGOMONZ（平日〔月 - 木曜〕13:00。DJ:三遊亭鬼丸、横田かおり）
  - 夕焼けSHUTTLE（平日〔月 - 木曜〕17:00。DJ:黒田治）
  - STROBE NIGHT!（平日〔月 - 金曜〕25:00。DJ:〔月曜〕本幸拓真、〔火曜〕柴田あゆみ、〔水曜〕土屋滋生、〔木曜〕西脇彩華〔9 nine〕、〔金曜〕ALEX）
  - 前田亘輝 YOU達HAPPY（月曜23:30）

bayfm
- 4月7日
  - 長渕剛 RUN FOR TOMORROW 〜明日に向かって〜（木曜22:00）[19]
  - よのなかばかなのよ（木曜23:00。DJ:中村中）

FM Yokohama
FM-FUJI
- 4月1日
  - Yes! Morning（平日〔月 - 金曜〕6:00。DJ:〔月・火曜〕稲葉智美、〔水曜〕針谷衣織里、〔木・金曜〕中野耕史）
  - KICK LOUD JAM（金曜16:00。DJ:佐藤ドミンゴ）
  - GALACTICA GOLDENBALL（金曜21:00。出演:かながわIQ）NEVERMIND!!から単独番組化
  - It's a C'est La Vie（金曜23:00。出演:C'est La Vie）
  - 東京アナウンス学院 presents LOVES YOU（金曜23:55）
- 4月2日
  - 民話の小部屋（土曜5:30。朗読:真夏竜）
- 4月3日
  - RIHO-DELI（日曜16:30。出演:鞘師里保（モーニング娘。））
  - BeaTree（日曜17:00。DJ:TONY、城品萌音）
  - スパつぼ（日曜17:30。DJ:madoca）
- 4月4日 - YOYOGI PIRATES（平日〔月 - 木曜〕21:00。DJ:〔月曜〕タイムマシーン3号、〔火曜〕佐藤由加理、麦芽、〔水曜〕ハイキングウォーキング、〔木曜〕波田陽区）

CBCラジオ
- 4月4日 - 夕刊アツキー!（平日〔月 - 木曜〕16:00。DJ:伊藤あつき）
- 4月10日
  - 流行音楽堂（日曜日5:00）
  - ヒコタンの花まる歌街道（日曜日8:05）
  - 藤原倫己のチョアチョア!KOREA（日曜日20:30）

東海ラジオ
- 4月3日 -  NoGoDのギンギン☆まんでぇ〜（月曜日19:30）
- 4月10日 - 秋山・砂田のおやすみ歌謡（日曜日26:15）

FM AICHI
- 4月3日 -  佐々木清次のNEVER GIVE UP（金曜日21:30）

ぎふチャン
- 4月3日 - ハッピーサンデー・ハッピートゥモロー（HAPPY SUNDAY HAPPY TOMORROW!!）（日曜日8:30。DJ:ひらやま れいこ、加納ゆきひこ、のはられいこ、河田せいじ）
- 4月4日 -  J-Popアゲイン（月曜日21:00。DJ:沢田聖子）
- 4月9日
  - 水田竜子の歌って素晴らしい（土曜日5:30）
  - ナイスミドルの健康塾（土曜日6:50）
- 4月10日
  - LOVEコリア（日曜日9:30）
  - 出光仁美のラジオdeヒットミー（日曜日10:00）

ABCラジオ
- 4月9日
  - 柴田博のほたるまち旅行社（土曜日13:00）
  - NMB48学園（土曜日22:00）[301]
  - ウーマンラッシュアワーのラジオだってさ!!(土曜日25:00)レギュラー番組化[302]
- 4月10日
  - 養命酒 健康談話室（日曜日8:30）
  - 伍芳の神戸再発見!（日曜日8:40）
  - マコーマック明子の徒然なるママに（日曜日9:45）

MBSラジオ
- 4月2日 - 土曜ミミマンボ!（土曜日17:45。出演:中西則善、竹内明美、山本俊之）
- 4月3日 - 春山満の若者よ、だまされるな!（日曜日9:15。出演:和泉夏子）
- 4月7日
  - ハンドレッドレディオ 八光・スマイルのおしゃべり親分（木曜日22:00。DJ:月亭八光・スマイル）
  - ハンドレッドレディオ マンスリー番長（木曜日25:00）
- 4月8日 - 畑中ふう・大桃美代子のてふてふ（金曜日16:00。DJ:畑中ふう・大桃美代子）[303]

ラジオ大阪
- 4月4日
  - 笑福亭銀瓶の銀ぎんワイド（月曜日 - 金曜日7:00。出演:和田麻実子）
  - 真由のミュージックコンテナ（月 - 木曜18:00。出演:小川真由）
- 4月8日 - GO!GO!弁天R.シスターズ（金曜日20:00）[304]
- 4月9日 - 梅田淳のニュース・ハイブリッド（土曜日18:00。DJ:梅田淳）パーソナリティ交代

ラジオ関西
- 4月3日 - 田辺眞人のまっこと!ラジオ（日曜日10:00。出演:天宮遥）
- 4月6日 - よお子のHAPPY工房（水曜9:00、木曜9:00）

FM OSAKA
- 4月4日
  - Realize!（平日〔月曜日 - 木曜日〕16:00。DJ:森裕子）
  - あつまれ!MUSIC COASTER（平日〔月曜日 - 木曜日〕18:00。DJ:遠藤淳）
- 4月6日 - rpm（水曜日25:00。DJ:RIO）
- 4月8日
  - WELCOME!（金曜日8:20。DJ:若宮テイ子）
  - ET-KINGのパーッと行こう!〜大阪元気にしたるわい〜（金曜日11:30。DJ:下埜正太）
  - Fridate（金曜日16:00。DJ:RIO、小早川秀樹）
  - LOVE RADIO（金曜日19:00。DJ:LOVE）

STVラジオ
- 4月4日 - ようこそ!洋二の部屋（月曜日20:00。出演：山藤美智）

HBCラジオ
- 4月9日
  - 香菜子のなまらないと（土曜日20:30）レギュラー番組化
  - uraユリ（土曜日20:45。DJ:高橋友理）

AIR-G'
- 4月1日
  - 鈴井貴之 ラジヲの時間(金曜日20:00。出演:原田紗斗)[306]
  - Paseo DD Sound Express[307](金曜日 21:30。DJ:DAISHI DANCE、鈴木彩可)
- 4月3日 - 食べるたいせつ北海道（日曜日 7:00。DJ:千葉ひろみ）

FM NORTH WAVE
- 4月1日
  - Candy Friday（金曜日12:00。DJ:片岡香澄）
  - NET`Z TOYOTA SAPPORO presents 35（金曜日16:30。DJ：笠原寿仁）
- 4月2日
  - SATURDAY MUSIC RUNWAY（土曜日12:00。DJ:佐野瑛厘）
  - グッチー・テツヤ・あっきーの三ツ星トーク（土曜日17:00）
  - TWILIGHT CRUISIN'（土曜日17:30。DJ:東海林舞）
- 4月4日
  - チアラジ!〜Cheers Radio〜（平日〔月曜日 - 木曜日〕12:00。DJ:奥かおる）CHEER PORT RADIO!!を帯番組化
  - KING BEAT（平日〔月曜日 - 木曜日〕16:00。DJ:テツヤ）MASTER'S LOCKを再改題
- 4月7日
  - Mye Soul Tune (木曜日22:00)
  - INDIES FROM NORTH（木曜日22:30。DJ:山室沙智恵）

青森放送
IBC岩手放送
- 4月4日 - ゆかりセレクトJAZZ（月曜日18:30）
- 4月9日
  - 新米ママの井戸端会議（土曜日6:00）
  - 村松文代のフォア〜♪（土曜日7:25）
  - えり子のDream Time（土曜日15:05）
- 4月10日 - 七瀬龍一のEternal sound（日曜日23:00)

エフエム岩手
- 4月5日 - 紫波こびるFM（火曜日 15:00）[310]
- 4月7日 - わん（こ）らじお（木曜 19:00）

秋田放送
- 4月9日 - ABSウィークリーレコメンド（土曜日11:25 / 土曜日20:55 / 日曜日7:10 /  日曜日20:55）

FM秋田
- 4月1日
  - JOPU Morning Friday（金曜 7:30・8:20）JOPUモーニング秋田を週1集中放送化による改題
  - Check! it(平日〔月 - 金曜〕7:50)
  - Evening StREAM（平日〔月 - 金曜〕16:00）『イブニング・オペレーション』から改題
  - ハナキンBT（ボーナストラック。金曜19:00。DJ:〔隔週担当〕椎名恵 / 真坂はづき）
- 4月2日 - GRUN-RHYTHM 19（土曜日19:00。DJ:〔前半〕グランジ / 〔後半 19:30〕高田由香〔Rhythmic〕）
- 4月4日 - pramo＋（月曜19:00）[311]
- 4月6日 - すっぴん☆（水曜18:00。DJ:真坂はづき）

東北放送
- 4月3日 - お笑い地賛地笑バラエティ ガンバッペ魂（日曜日25:00）お笑い地賛地笑バラエティ ゲラゲラ60から再改題

ラジオ福島
- 4月4日 - あらたとみちこの夜をぶっとばせ!（月曜日19:00）[312]

新潟放送
- 4月8日 - フラっとフライデー（金曜日9:00。DJ:喜谷知純、森本晴香、松原桃太郎）

信越放送
山梨放送
- 4月2日 - どきゅ〜ん!（土曜日11:00。DJ:吉岡秀樹、塩沢未佳子）[312][313]

静岡放送
- 4月4日 - ゆうCHAN（平日〔月曜日 - 金曜日〕16:30。パーソナリティ:〔月 - 水曜〕岡村久則、〔木・金曜〕塩沢香織）[314]
- 4月10日 - 松永直子のDoing Sports（日曜日19:00）『松永直子のスポーツフライデー』から改題、枠移動

K-MIX
- 4月1日
  - K-MIX Rainbow Fly-Day（金曜日13:00。DJ:甲斐名都）
  - THE GRAND TIARA HAMAMATSU Tiara STYLE(金曜日18:00)
- 4月2日
  - Brand New VibeのShare音Radio♪（土曜日24:00）
  - BRAIN MAGIC RADIO SHOW（土曜日24:30。DJ:カミナリグモ）「K-MIX 8×8 カミナリグモの晴れときどき雷雲」から実質時間移動改題
- 4月3日 - Jazzin' park presents SOUND PARK（日曜日 19:00）
- 4月4日 - K-MIX LEAGUE-KANOGAWA（平日〔月曜日 - 木曜日〕13:00）
  - 伊豆 WATER HEAVENS（月曜日13:00。DJ:原さやか）
  - 伊豆の国 ON CENTERS（火曜日13:00。DJ:関陽樹）
  - 函南 MILKYS（水曜日13:00。DJ:佐藤理香）
  - 沼津 SEA WINDS（木曜日13:00。DJ:青木敬資）
- 4月5日 - K-MIX 8×8 磯貝サイモンの早く家に帰りたい!（火曜日20:30）
- 4月7日 - K-MIX 8×8 夕暮レトロニカの終わらせない青春!!（木曜日20:30）

北日本放送
北陸放送
- 4月4日 - ムフフサンセット（月曜日18:30）
- 4月9日
  - 鼻毛の森のラジパラ?（土曜日13:00）
  - Weekend Music（土曜日20:55、日曜日20:55）
  - 平さん・テルミンのわけあり横丁ラーメン屋(土曜日21:00)

福井放送
- 4月9日 - ちゅんちゅんサタデー（土曜日8:00。DJ:加藤直也、佐々木愛）[315]

山陽放送
- 4月9日 - キャンパスラジオ（土曜日21:00。DJ:安井優子）

中国放送
- 4月4日
  - RADIO ONE（月曜日17:52。出演：桜井弘規）夕刊ラジオフルスイングから改題
  - HIROSHIMA MUSIC VILLAGE [広島音楽村]（月曜日22:30。DJ:Free Face）
- 4月9日 - 広島よしもとフリータイムの自由なラジオ（土曜日21：30）
- 4月17日 - 勝手にトーク!ひろしま（原則毎月第3日曜日20:00。司会：平尾順平、キムラミチタ）準レギュラー番組化

山口放送
西日本放送
四国放送
南海放送
- 友近ママの、魔法の引き出し（月曜日23:30。DJ:友近千鶴）

高知放送
RKBラジオ
- 4月5日 - A-LIVE（平日〔火曜日 - 金曜日〕21:00。DJ:〔火曜日〕山本真理子、〔水曜日〕HARU、〔木曜日〕深町健二郎、〔金曜日〕しらいえこ）
- 4月9日 - もちこみっ!（土曜25:00 P:森ハヤシ、田野アサミ）

KBCラジオ
- 4月4日
  - 富田薫 アサイチラジオ（平日〔月曜日 - 金曜日〕5:30）
  - 9ヂカラ（平日〔月曜日 - 金曜日〕9:00。DJ:児玉育則）
  - まいど!栗田商店です（平日〔月曜日 - 金曜日〕12:00。DJ:栗田善成、栗田善太郎）
  - スター・らぶチャンネル（平日〔月曜日 - 金曜日〕17:15。DJ:スター高橋、原田らぶ子）
- 4月9日
  - 逸見明正アサイチラジオ（土曜日6:10）
  - 徳永玲子の週間土曜日（土曜日7:00。出演：山本耕一）土曜の朝は玲子におまかせから改題
  - 斉藤ふみのスーパーサタデー（土曜日12:00。出演：岡本啓）
  - 洋楽バンザイ（土曜日15:00。DJ:富田薫）

長崎放送・NBCラジオ佐賀
熊本放送
大分放送
- 4月4日 - 神戸輝夫のアジア紀行（平日〔月曜日 - 金曜日〕18:20）
- 4月5日 - 大分偉人伝（火曜13:50。監修:辻野功）
- 4月9日 - 今成佳奈のHarmony Morning（土曜日8:30）

宮崎放送
南日本放送
- 4月2日開始
  - むっちゃんのいきいきサタデー（土曜日6:30）
  - ズバっ@RADIO〜青だよ!たくちゃん!〜（土曜日11:00。P:野口たくお、美坂理恵）
- 4月10日 - ラジオる!（日曜日18:00）

琉球放送
ラジオ沖縄
ラジオカロスサッポロ
- 4月1日 - sinoのAvoid Note（隔週金曜日22:00）

FMいるか
- 4月1日 - 金曜音楽バラエティ（金曜日10:00。〔第1部〕橋本孝、〔中盤14:00〕宮脇寛生、〔第3部17:00〕佐藤はるか）
- 4月2日
  - 土曜とラジオ（土曜日11:00。DJ:〔隔週出演〕伍楼康広、〔隔週出演〕安川智巨）
  - ジャズシティー・ジャズストリート（土曜14:00。DJ:安川智巨）
  - アーティスト・ライブラリー（土・日曜15:00。DJ:〔土曜〕濱多大介 / 〔日曜〕木村保絵）
- 4月3日 - ミュージック・セレクション（日曜10:00。DJ:紫前あずさ）
- 4月4日 - ライフ・パレット（平日〔月 - 水曜〕18:00。DJ:紫前あずさ）
- 4月7日 - マイ・スイート・ライフ（木曜18:00。DJ:佐藤はるか）

FMうらら
- 4月10日 - 唱頂・大員のDAKISHIME KNIGHT（偶数週日曜日22:00）

ラジオたかおか
- 4月7日 - 島かおりのおはなしまこ（木曜日18:30）

### 2011年5月放送開始
TBSラジオ
- 5月7日 - ラジオ東京スピリッツ（土曜日18:00。ナビゲーター:小島慶子）

ニッポン放送
- 5月8日 - ザ・クローズアップ（ニッポン放送、20:00[112]。P：石川みゆき）※不定期[119]

FM NACK5
- 5月2日 - HAYALIUTA（平日〔月 - 木曜〕19:45。DJ：山本太郎）[322]
- 5月6日 - KIRIN一番搾り One More Pint![323]（金曜日18:00。DJ:ブラザートム）

FM NORTH WAVE
- 5月4日 - Radio mole（水曜日24:00。DJ:キング山田〔MEN☆SOUL〕、フィリップ松尾〔MEN☆SOUL〕）[324]

東北放送
- 5月8日 - ドロシーリトルハッピーのジャンプ!（日曜20:50。DJ:DOROTHY LITTLE HAPPY）

FMうらら
- 5月7日 - ぱんぷきんワゴンの「かぼちゃのcha-cha-cha」（土曜日19:30。DJ:伊藤丈朗〔ぱんぷきんワゴン〕、斎藤志乃〔ぱんぷきんワゴン〕）

ラジオカロスサッポロ
- 5月25日- Girls Bar Peach（水曜日19:00。DJ:美来、まみ、ゆきな）

エフエムうらやす
- 5月8日 - 〜GRoundのホームグラウンド〜（日曜日21:30。DJ:平野和幸〔GRound〕&宮地克也〔GRound〕）[326]
- 5月14日 - world s（土曜日22:45。DJ:志村耕平〔SMC〕[327]）
- 5月15日 - 江口勝のNago-Day（毎月偶数週〔2011年5月のみ奇数週〕隔週日曜日19:45。DJ:江口勝〔NOCTURNE〕）インターネットラジオ放送では『江口勝のegcradio CLUB』として放送

下北FM
- 5月12日 - 今夜あなたとメグリアイ（木曜日19:20）[328]

ネットラジオ放送局+Nasu-Wave+、
- 5月11日 - Malon.のNatural*Peace（毎月第2水曜日22:00。DJ:リサ〔Melon.〕、くみ〔Melon.〕）

### 2011年6月放送開始
AIR-G'
- 6月1日 - TOMA☆JUICE（水曜日12:30。DJ：新谷麻由）[329]
- 6月2日 - 札幌ワンダー・ポロピン（木曜日12:30。DJ：ポロピンズ〔谷口美穂、鈴木真帆〕）[330]
- 6月7日 - Ishikari Platto Radio 〜カリプラ!（火曜日12:30。DJ：松本京子）[331]

ラジオカロスサッポロ
- 6月18日 - 私の精神世界（土曜日11:00。DJ:関口孝紀）

FMうらら
- 6月3日 - YURECAのしゃべりたいねん!（金曜日23:00。出演:KAZZ）[332]
- 6月4日 - 15minutes night happiness（土曜日21:45。DJ:葵美潮）
- 6月5日
  - 『SAHRAの日曜日の心呼吸（日曜日22:30。出演:KAZZ）[333]
  - 劇団月の砂漠プレゼンツ「つきさばレディオ」（日曜日19:30）[334]
- 6月6日 - 西田エリのハイカラくん（土曜日22:00）西田エリのFancy Driveから改題

FM-FUJI
- 6月5日 - 杉崎智介アワー（日曜日18:30）[335]

ネットラジオ放送局+Nasu-Wave+
- 6月28日 - 遠藤歌織のHappy☆Smile（毎月第4火曜日22:00）

### 2011年7月放送開始
- 7月3日 - 買って!?ちょ〜だい!（HBCラジオ、日曜日7:45 / KBCラジオ、日曜日7:30 / RBCiラジオ、日曜日7:00。出演:佐藤健一、有阪幸代）
- 7月4日 - MUSIC's YELL 〜心を動かす音楽を〜（DJ:岡村ふみの。日本コミュニティ放送協会）

TBSラジオ
- 7月3日 -  千葉ドリーム!もぎたてラジオ（日曜日12:30。DJ:森田健作、山田愛里）
- 7月4日
  - 政策情報 官邸発（月曜日17:50。出演:下村健一他）
  - パックンマックン・海保知里の英語にThank you!(月曜日18:00）
  - サンドウィッチマンの10分もらえたぜ!（平日〔月 -  金曜〕24:50）

文化放送
- 7月30日 - 菊池桃子のライオンミュージックサタデー（土曜日10:00。DJ:菊池桃子）[29] パーソナリティ交代による改題

超!A&G+
- 7月10日 - なすなか理恵のなまきがえ♪（日曜日24:30。DJ:山口理恵、なすなかにし）

ニッポン放送
- 7月3日 - サンドウィッチマンの東北魂 (日曜日27:00)[336]

FM NORTH WAVE
- 7月2日 - Taiwan, Touch Your Heart（土曜日11:30。DJ:石黒佳奈）[337]
- 7月7日 -  Good Is Good（木曜日22:30）

FM OSAKA
- 7月2日 - FM OSAKA Monthly Special〜GIRLS 7（土曜25:30。DJ〔日替わり〕:岩田泉未 / 高橋春美 / みぃ）[338]
- 7月3日 - Select 150（日曜日26:30）

KBS京都
- 7月18日 - よしもと祇園花月[339] Presents GIONラジオ[340](平日〔月 - 木曜〕。DJ:〔月 - 水曜〕タナからイケダ / 〔木曜〕近藤里奈〔NMB48〕、上西恵〔NMB48〕、小谷里歩〔NMB48〕)

ラジオカロスサッポロ
- 7月4日 - 小学生だってできるもん（月曜日18:00。DJ:美里、雄理）
- 7月5日
  - ラジオカロスサッポロ★しゅうちゃんねる（火曜日20:00。DJ:五十嵐秀司）
  - Super Pantsの はじまりの旅にでよう（火曜日21:00）
- 7月6日 - はっちゃき!! 夕張Evolution（水曜日17:00。DJ:斉藤ケンジ）

FMいるか
- 7月2日 - Music Lounge(土曜日15:00、日曜日15:00)アーティスト・ライブラリー から改題

Mwave
- 7月12日 - ちょこっとAKG（火曜日20:00）

FMうらら
- 7月3日 - ミュージックホリディ（日曜日21:00。DJ:雅風、渡辺めぐみ）

### 2011年8月放送開始
アール・エフ・ラジオ日本
- 8月3日 - くつろぎラジオ「ちょっとお邪魔します」（水曜日26:30）

bayfm
- 8月6日 - 東日本大震災復興支援番組「HEARTLUCK」（土曜日6:30。DJ:KOUSAKU）[341]

FMうらら
- 8月6日
  - 青山二斎の『のあのら!〜No Animation No Life〜』（毎週土曜日21:00）
  - 夏のサクラが咲く前に（土曜日 22:45。DJ:相坂明奈／若月ゆい／富麻沙耶伽）
- 8月7日 - 花木結のディープリップス（日曜日20:00）

### 2011年9月放送開始
アール・エフ・ラジオ日本
- 9月3日 - マンスリー・ミュージック（金曜日23:30）
- 9月7日 - n.o.s.productor[342] presents あしたラジオ（水曜日24:00）

FM-FUJI
- 9月1日 - 杉崎智介劇場（平日〔月 - 金曜〕5:55）[343]
- 9月2日 - LOVE♥MEETING（金曜 24:00。DJ:小倉奈々、DJ SHIN）

CBCラジオ
- 9月4日 - ことばのおもちゃばこ（日曜日9:45。DJ:渡辺美香）初回9:35から拡大版[344]

さっぽろ村ラジオ
- 9月2日 - むぎのこニコニコラジオ（金曜日10:30）

FMうらら
- 9月2日 - Win☆Winぐらんぷり（隔週金曜日〔第1金曜日・第3金曜日〕19:30。DJ:ぐらんぷりん）
- 9月3日 - junjun通信オンラジオ（土曜日22:45）
- 9月4日 - エンタメネット21（日曜日21:00。DJ:中野亜紀、阿部恭子）

### 2011年10月放送開始
NHKラジオ第1
- 10月6日開始 - かれんスタイル（木曜日20:05。P:桐島かれん）

ニッポン放送
- 10月3日開始
  - 本仮屋ユイカ 笑顔のココロエ（平日〔月 - 金曜〕15:31[346]）
  - 松本ひでお 情報発見 ココだけ（平日〔月 - 金曜〕17:40。出演:佐々木秀実〔月曜〕、浅香唯〔火曜〕、大沢あかね〔水曜〕、ヤン・ヨンヒ〔木曜〕、MEGUMI〔金曜〕）
  - マイ プレイリスト Love for Japan 〜kizashi〜（平日〔月曜日 - 金曜日〕21:00。DJ:日替わり、ナビゲーター:五戸美樹〔月 - 木曜〕、那須恵理子〔金曜〕）[347]
- 10月4日開始 - 夢はハリウッド!KU.RO.FU.NEプロジェクト（火曜日20:30。出演:範田紗々他）
- 10月7日開始
  - みんなで学ぶ藤沢久美のラジオ経済学（金曜日20:30。出演:古瀬絵理）
  - Friday Night English Fairies Fly to the World（金曜日24:20）
- 10月8日開始 - サタデー知っとかナイツ（土曜日18:00。出演:ナイツ、箱崎みどり他）
- 10月9日開始
  - サンデーショウアップスポーツ（日曜日17:50）
  - 杏のAnytime Andante（日曜日18:00）
  - 有楽町モバイルラジオ研究会（日曜日25:30）

文化放送
- 10月3日開始
  - 文化放送スポーツ情報バラエティ SET UP!（平日〔月曜日 - 金曜日〕17:50。P:まきしま範彦〔火曜・水曜〕、高橋まさいち〔木曜・金曜〕、小川真由美）
- 10月4日開始
  - 島袋寛子 Life is beautiful（火曜日21:00。P:島袋寛子）
- 10月6日開始
  - Kis-My-Ft2 キスマイRadio（木曜日21:00。P:Kis-My-Ft2）
- 10月8日開始
  - 玉川美沙 ハピリー（土曜日7:00。P:玉川美沙）
  - すがのしろうのスポーツバー・しろスポ（土曜日17:45。P:菅野しろう）
  - 関根勤のスポパラ（土曜日18:00。P:関根勤、中村英香）
  - 電人★GA部ぅ〜（土曜日19:00。P:志倉千代丸、阪口大助、明坂聡美）
  - A&G 潘めぐみ・伊瀬茉莉也の HUNTER×HUNTER HUNTER STUDIO（土曜日25:30。P:潘めぐみ、伊瀬茉莉也）※超!A&G+でも放送
- 10月9日開始
  - みんなの寅さん 日曜版（日曜日9:30）
  - U字工事の早くこいこい日曜日。（日曜日21:00。P:U字工事）

超!A&G+
- 10月4日開始
  - 金のたまご（火曜日18:00。P:楠原志津子、森内貴子）※奇数週更新（5週目除く）、リピートあり
- 10月5日開始
  - サユリお嬢様と執事コマダ（水曜日18:00。P:サユリお嬢様、執事コマダ）※隔週更新
  - ヒャダインのわーきゃーいわれたい（水曜日24:00。P:ヒャダイン）※動画付き、リピートあり
- 10月8日リニューアル
  - 超!A&G+ デジスタ（土曜日17:00。P:池田裕子、日岡なつみ）※パーソナリティ交代、動画付き、リピートあり
    - 北原沙弥香のドリョクノサイノウ♪（放送時間未定、「デジスタ」内。P:北原沙弥香）

TBSラジオ
- 10月4日開始
  - 新感覚残業支援系ランキングトークバラエティ「ザ・トップ5」（平日〔火 - 木曜〕18:00。P:安東弘樹・コンバットREC〔火曜〕、蓮見孝之・高野政所〔水曜〕、小林悠・ジェーン・スー〔木曜〕）
- 10月9日開始 - ラジオシアター 〜文学の扉（日曜 21:00。出演:中嶋朋子）
- 10月14日開始 - 柳瀬博一・Terminal（金曜 18:00。出演:南部広美）

TOKYO FM
- 10月1日開始
  - RADIO JILL -CUTE IS WORLD LEGACY-（土曜日20:30。P:山田優）
  - EXTRAORDINARY by BOSE（土曜日21:30。P:長谷川踏太・葉山ミファ）
  - EXILE EX-PRESS（土曜日22:00。P:EXILE）
- 10月2日開始
  - SHOCK THE RADIO powerd by G-SHOCK（日曜日20:00。P:井手大介）
  - コリアンテナ -KOREA ANTENNA-（日曜日20:30。P:八木早希）
- 10月3日開始 - 坂本美雨のディア・フレンズ（平日〔月 - 金曜〕11:00。P:坂本美雨）パーソナリティ交代

JFN
- いきものがかりのgarden☆party（改題再開）

ラジオ日本
- 10月1日開始
  - かとうれい子の三丁目の純情（土曜日9:00。P:かとうれい子）
  - ドライヴ・ア・ラ・カルト（土曜日21:00）
  - テッパンSingGirl（土曜日27:00。DJ:川合鉄平）
- 10月2日開始 - 浩一・さとみのおはよう演歌（日曜6:00）
- 10月4日開始 - ラジオ日本コレクション THE LIVE（平日〔火 - 金曜〕21:30。P:高橋広樹）
  - 清水勝利のこれでいいのかニッポン!!（火曜日26:00）
- 10月6日開始 - MJMミュージックアワー（木曜日24:15）
- 10月8日開始 - 流行歌最前線!（土曜18:00。P:栗原正史〈スポーツ新聞芸能担当記者〉）
- 10月8日開始 - 栗本慎一郎の社会と芸術を語る（日曜日21:00）
- 10月13日開始 - くず哲也のコバヤシラジオ（平日〔火 - 木曜〕18:00。出演:くず哲也、小林幸明）

Inter FM
- 10月31日 - MARUHAN presents 7's HEAVEN music mixx!!(月曜日24:00。出演:週替わりレポーター)[354]

FM-FUJI
- 10月1日開始 - アンドのECCENTRIC AGENTに敬礼!（土曜日24:00。DJ:アンド）
- 10月2日開始 - MUSIC WIRE（日曜日18:30）
- 10月7日開始 - T-Pistonz+KMCのTPKing!!（金曜日23:00。DJ:T-Pistonz+KMC）

MBSラジオ
- 10月24日 - NMB48のTEPPENラジオ（平日〔月 - 水曜〕24:00[355]。DJ:渡辺美優紀〔NMB48チームN〕、福本愛菜〔同〕）リニューアル改題
- 10月25日開始 - 情報どっか〜んライブ!ホームランラジオ（平日〔火 - 木曜〕18:30。出演:河田直也〔火曜〕、井上雅雄〔水曜〕、亀井希生〔木曜〕他）
- 10月26日開始 - テゴマスのらじお（水曜日24:30。出演:手越祐也、増田貴久、荒井千里）
- 10月28日開始
  - 佐藤ミツアキのしあわせ相談所（金曜24:30。出演:塩田えみ）
  - 月極うたぐみ（金曜25:30。DJ:月替わり）
- 10月29日開始 - ザ・ヒットスタジオ〜レッツゴーヤンヤン〜（金曜日24:30。出演:TKO、クリス松村）
- 10月30日開始
  - べっぴん伝説（日曜日8:00）
  - おとなの駄菓子屋（日曜日21:00。P:角淳一）

ラジオ大阪 V-STATION
- 10月8日開始 - 恋するチコ☆ニ〜ニャ（土曜日23:00。P:森久保祥太郎、田村睦心）
- 10月9日開始 - 南里侑香 あなたと私のうた（日曜日25:00）

CBCラジオ
- 10月2日開始 - ゆきねえと考えよう!親子のキズナ応援ラジオ（日曜日12:30）

STVラジオ
- 10月7日開始 - 復活!ダイリク!!ザ・ヒットパレード（金曜日20:00。P:巻山晃）[356]

茨城放送
- 10月3日開始 - JUMP!（平日〔月曜日 - 金曜日〕21:00）
- 10月8日開始 - スポーツ・レジャースクランブル（土曜日18:35）
- 10月9日開始 -
  - スポーツ&トピックス（日曜日9:05）
- 10月16日開始 - マシコタツロウの〝真〟プリプロルーム（隔週日曜日22:00）

RKBラジオ
- 10月9日開始 - 高田課長のちょい旅（日曜7:30。出演:高田課長、上田知佳、明光院昌子）
- 10月開始 - 塩の道から空の道へ 海の民・安曇族の謎（日曜19:40 出演:坂田周大）

### 2011年11月放送開始
ニッポン放送
- 11月12日開始
  - クレイジーラッツのラッツ!ゴー!クレイジー!（土曜日21:00）[357]
  - エンタメエクスプレス（土曜日21:30。出演:山本剛士）

アール・エフ・ラジオ日本
- 11月5日開始 - 北岡ひろしの音楽小町（土曜日7:20）
- 11月6日開始 - まきちゃんぐの好きにさせてよ!（日曜日17:40）

朝日放送
- 11月22日開始 - おっちゃんラジオ（火 - 金曜19:00。DJ:〔火曜〕小縣裕介、〔水曜〕中原秀一郎、〔木・金曜〕堀江政生）

ラジオ大阪
- 11月4日開始 - 恋レンジャーのハートフルアタック☆（金曜日22:30）

FM広島
- 11月6日開始 - CHOKE & SOUL RADIO（日曜日18:30。DJ〔隔週交代〕:近藤夏子 / Mye）

### 2011年12月放送開始
ニッポン放送
- 12月3日開始 - BUZZ SHANGHAI（土曜20:33頃[358]。P:Luo & YoKo）

ラジオNIKKEI
- 12月6日開始 - 北野誠の外為オプションやったるで!（火曜日22:30。出演:北野誠、大橋ひろこ、吉永実夏、涼本めぐみ、山咲まりな）

### 期間限定番組
- 1月1日 - 1月29日、ソーシャル・ネットワーク・タイムズ（AIR-G'、土曜日15:55。DJ:鈴木舞）[359]
- 1月1日 - 3月26日、BAR de Mojito（AIR-G'、土曜日20:30。DJ:小坂紀絵）全23回放送[360]
- 1月2日 - 3月27日、Aネット（秋田放送、20:55）
- 1月3日 - 1月17日、VOICE OF PARIS〜DAKAR（ZIP-FM、平日〔月曜日 - 金曜日〕6:12。出演:小林拓一郎）
- 1月3日 - 7月1日、トータルテンボスのJUNKの前に聴きたまえ!（平日〔月曜日 - 金曜日〕24:50）
- 1月4日 - 3月29日、品川近視クリニックpresentsかすみ果穂ナイト（アール・エフ・ラジオ日本、火曜日23:30）
- 1月4日 - 4月1日
  - 松尾雄治のノーサイドトーク（TBSラジオ、平日〔火曜日 - 金曜日〕17:50。出演:外山惠理）
  - 〜まちにエンターテイメントを〜ベイサイド 港と出会いの物語（FM FUKUOKA、火曜日 11:55）
- 1月8日 - 3月20日、JAXAぼくらの宇宙大冒険（KBCラジオ、土曜日20:50。DJ:河相我聞）[361]
- 1月10日 - 「アイマスタジオ」（HiBiKi Radio Station。出演:中村繪里子、今井麻美）配信開始
- 1月14日配信開始 - ノイタミナラジオ（インターネットラジオ音泉、フジテレビon Demand。DJ:吉田尚記、AD海老名）[362]
- 3月14日 - 3月31日、大村正樹の「ここだけの話」（AIR-G'、平日〔月曜日 - 木曜日〕12:55）全12回放送
- 3月28日 - 6月30日 震災情報 官邸発（JFN / TOKYO FM、毎日19:55。出演：枝野幸男 / 古賀涼子）[363]
- 4月3日 - ほっかいどう元気びと（HBCラジオ、日曜日9:30。司会:村井裕子）
- 4月3日 - 6月29日、モーニングダイアリー エンレイの羽根（日曜日5:20）
- 4月4日 - 9月26日
  - 勝谷誠彦のこれがニュースだ!（ニッポン放送、月曜日18:00。出演:小口絵里子）レギュラー放送
  - 萩原隆雄のNews＆Sports なまらんマンデー（STVラジオ、月曜日18:00。出演：渋谷もなみ）
  - K-POPナイト HOT Korea!（ニッポン放送、月曜日19:30。DJ:増田みのり）K-POPナイト・韓流エクスプレスから改題
- 4月4日 - 9月29日、ミヤリサン製薬 presents 北方謙三 水滸伝[364]（KBCラジオ、〔月 - 金曜〕6:00、〔1週間分総集編〕日曜日10:00。出演:横尾まり、野島裕史）
- 4月4日 -
  - 孝太郎とさおりのスーパランキングなまらんマンデー（STVラジオ、月曜日21:00）
- 4月5日 - 9月30日、たかとりじゅんのスポーツ・ジョッキー（秋田放送、山梨放送、西日本放送、高知放送。〔火 - 金曜〕21:00またはナイター終了後）
- 4月7日 - 6月30日、Bizステージ 明日使えるアイデア発想術（ラジオNIKKEI、木曜日22:30。講師：藤堂剛）[365]
- 4月7日 - 9月27日、人生探求ラジオBUG（HBCラジオ、木曜日17:00。出演：MAYU）
- 4月8日 - 9月3日、CBC開局60周年記念ラジオドラマ 還暦刑事（CBCラジオ、金曜日17:15、土曜日13:13ごろ〔最終話生放送は9月3日14:00〕。 脚本：佃典彦、はせひろいち、鹿目由紀。出演:平泉成、つボイノリオ 他）
- 4月9日 - 2012年3月24日、THE KIDDIEのまだまだ寝れナイト（CBCラジオ サタデーティーンズナイト、22:30）期間限定は暫定
- 4月9日 - 2013年3月30日、 TOYOTA presents 辻よしなりの「週末アソビナビ」（TBSラジオ、土曜日17:00）
- 4月9日 - 吉田山田のネガティブ押し出せ!!!!!!(CBCラジオ サタデーティーンズナイト、土曜日22:00)
- 4月10日 - 6月26日、吉木りさのエンジョイ・ドライビング・サンデー（日曜日12:30。出演：田中みな実）全12回
- 4月10日 - 2012年4月1日、宮本隆治 旅ノチカラ（TBSラジオ、日曜日11:00。出演:豊田綾乃）全52回
- 4月10日 - 2013年3月31日、札ギャグの少年ラジヲ（STVラジオ、日曜日20:30）
- 5月29日、7月31日 - 石川優美のアロハ アーイナ（STVラジオ）[366]
- 6月3日、6月10日、6月17日、6月24日 - イイネマン（ラジオNIKKEI、金曜日20:20。DJ:コグレマサト、川井拓也、村山らむね / 中岡由佳）[367] 全4回
- 4月16日 - 10月15日、Bravo!ファイターズR（HBCラジオ、土曜日13:00、日曜日13:00。DJ:渡辺陽子）
- 5月6日 - 6月24日、中野愛子 カメリアの瞳（ラジオ大阪、金曜日23:00）
- 6月1日 - 6月10日、LION Ban presents「YOSAKOI応援キャラBan」（AIR-G'、平日〔月曜日 - 金曜日〕12:55。DJ:山田瑞希）[368]
- 6月17日 - 6月29日、ラジオカロスサッポロ「特選ラジオドラマ劇場」『ある少年の闇（ラジオカロスサッポロ、金曜日16:15 / 火曜日20:00。脚本:内田光哉）
- 7月7日 - 9月30日、Bizステージ〜迷わず行け（ラジオNIKKEI、木曜日 22:30。司会:根本幸治）
- 8月1日 - 8月26日、新保友映のもうすぐあさラジ!（ニッポン放送、平日〔月曜日 - 金曜日〕4:30。P:新保友映）
- 7月3日 -  9月4日、名古屋大学ラジオ公開講座 夢見た今と夢見る未来（東海ラジオ、日曜日11:00）全10回[369]
- 9月1日 - 30日、防災ノート〜災害に負けないために〜（ラジオ福島、平日〔月曜日 - 金曜日〕7:45）
- 9月3日 - シクラメンのブラシクラ（CBCラジオサタデーティーンズナイト、土曜日24:00）期間限定は暫定
- 10月4日 - 12月30日、優香 やさしい時間（平日〔火 - 金曜〕17:50）全50回
- 10月4日 - 2013年3月28日、Hug（HBCラジオ、平日〔月 - 金曜〕23:57。DJ:佐々木佑花）
- 10月7日 - 12月30日、アイドリング!!!の金8（ニッポン放送、金曜日20:00）
- 10月7日 - 11月12日、親鸞聖人750回忌記念番組「親鸞の面影」（茨城放送、金曜日15:05）[370]
- 10月7日 - 2012年12月28日、MIRACLE VOX（NACK5、金曜日24:00。DJ:義彦〔heidi.〕）
- 10月8日 - 2012年3月20日、グッチーとシャーク団（HBCラジオ、土曜日19:00）
- 10月9日 - ナカタ マサシ的 〜出会いと旅と音楽と〜（HBCラジオ、日曜日21:30）期間限定は暫定
- 11月14日 - 2012年3月5日打ち切り、アキと慎二の「BUMP!〜先輩と後輩のビミョーな関係〜」（HBCラジオ、日曜日13:00。DJ:小橋亜樹、豊原慎二）

## 終了番組

### 2011年1月放送終了
- 1月7日 - MIZUHOのmy favorite things（HBCラジオ）期間限定放送終了
- 1月26日 - baseよしもと ナマワラb（ラジオ大阪）baseよしもと禅譲&5upよしもとに移転につき、5upよしもと ガチモリ!に改題
- 1月29日
  - スザンヌのダイスキ!くまもと（ニッポン放送）熊本放送に番組移籍のため打ち切り
  - たむらぱんのたむらじゃナイト（CBCラジオ）
  - レラカムイ・ナビ（AIR-G'）レラカムイ北海道社長交代により打ち切り
- 1月30日
  - 洗剤革命 ECO WIND（NACK5）
  - 池山隆寛 BUNBUN Stadium（NACK5）

### 2011年2月放送終了
- 2月26日 - 今夜も大入り!渋谷・極楽亭（NHKラジオ第1）[243][371]
- 2月28日 - VIVA! ROASSO RADIO（熊本放送）

### 2011年3月放送終了
- 3月1日 - 亀渕昭信のいくつになってもロケンロール!（NHKラジオ第1）[243][372]
- 3月10日
  - わが人生に乾杯!（NHKラジオ第一）[373]
  - スポーツリアルトーク（ニッポン放送）[374]
- 3月19日
  - どよう楽市（NHKラジオ第1）[243] レギュラー放送終了
  - FUNKY MONKEY BABYSの猿山学園中等部（CBCラジオ）
- 3月22日 - おしゃべりクイズ疑問の館（NHKラジオ第1）[243]
- 3月24日 - モーニング・シャワー（シティエフエム都城）
- 3月25日
  - 短歌をよむ（NHKラジオ第2）
  - インストルメンタル・ジャーニー（NHK-FM）レギュラー放送終了
  - 新保友映のオールナイトニッポンGOLD（ニッポン放送）
  - 金子ノブアキのデスペラードな金曜日（ニッポン放送）
  - おとぼけツアーズ奮戦記 ふじのくに静岡へようこそ!（アール・エフ・ラジオ日本）
  - マット安川のスーパーフライデー（アール・エフ・ラジオ日本）
  - 杉本清のK-BAR (TOKYO FM）[375]
  - Net'z STYLE STUDIO (J-WAVE)
  - ハッピーう〜たん!（FM西東京・調布FM・むさしのFM）
  - NoGoD BLESS YOU!!（bayfm）
  - 街路の灯り（bayfm）
  - 宇賀神政人2030（NACK5）
  - チュル×3（NACK5）
  - がくナマッ!（AIR-G'）
  - CHEER PORT RADIO!! (FM NORTH WAVE)
  - GOOD YEAR SMILE EFFECT (FM NORTH WAVE)
  - テイ子・正太のピカキン!（FM OSAKA）
  - SHOO POWER REQUEST（FM OSAKA）
  - ハッピーボイス（シティエフエム都城）
  - ゆーすけ・かおりのモーニングパレット（南日本放送）
- 3月26日
  - acoakko smilink Radio（TOKYO FM）
  - COROLLA presents 大塚愛 LIFE - LOVE CiRCLE 〜うれしいこと 全力で。〜（TOKYO FM）
  - JASTA RADIO（TOKYO FM）
  - VENUS NIGHT（J-WAVE）
  - Irie Station（bayfm）
  - DREAM GOES ON（bayfm）
  - 週刊カラスの森（AIR-G'）
  - MADE IN NO DOUBT TRACKS〜RISE UP!!〜“SENDAI”（TBCラジオ）
  - Z-POP RADIO（FM OSAKA）改題リニューアル
  - 遠藤淳のJust Like The Music（FM OSAKA）
- 3月27日
  - イエスタディポップス・ウィズ・シネマダイヤリー（アール・エフ・ラジオ日本）
  - マット安川のエンタ・ラジオ（アール・エフ・ラジオ日本）
  - ASAHI BEER PRESENTS MUSIC FLAG（TOKYO FM）
  - ASIENCE SPIRIT OF ASIA（J-WAVE）
  - ACCESS TO YOU（NACK5）
  - VOICE CREW（NACK5）
  - MANO-DELI（FM-FUJI）
  - こじさんシングル（HBCラジオ）
  - 渡部勝彦の音楽レストラン（TBCラジオ）
  - 松竹お笑いラジオ 竜巻レインボー（CBCラジオ）
  - 川村龍一のゆ〜ゆ〜ラジオ（MBSラジオ）
  - 馬場章夫の新・大阪大発見!（MBSラジオ）
  - おはよういい朝（KBCラジオ）
- 3月28日
  - ENEOS presents 渡辺真理のコトバ遺産 〜未来に伝えたいあの一言〜（TBSラジオ）
  - 田原総一朗 オフレコ!（文化放送）レギュラー放送終了
  - RADIO NEXT DOOR (JFN)
  - チャールズの外人ダッテ演歌デショ?（アール・エフ・ラジオ日本）
- 3月29日 - はんにゃのオールナイトニッポン（ニッポン放送）
- 3月30日 - ピストン西沢のオールナイトニッポンGOLD（ニッポン放送）[376]
- 3月31日
  - みんなのコーラス (NHK-FM)[243]
  - 扉-TO VILLA-（TOKYO FM）
  - ナチュラルトーク魅女の輪（HBCラジオ）
  - NEXT!!（AIR-G'）
  - MIDNIGHT RADIO PARK（AIR-G'）放送枠廃止
  - 街角ステーション 僕らのラジオ（ラジオ大阪）
  - NACK ON TOWN（NACK5）
  - NACK AFTER5（NACK5）
  - ミュージック・パワーステーション（アール・エフ・ラジオ日本）
  - SUPER TODAY FUJI（FM-FUJI）
  - NEVERMIND!!（FM-FUJI）
  - fusioniCKs（FM NORTH WAVE）
  - MASTER'S LOCK（FM NORTH WAVE）
  - チャンネル148（FM群馬）
  - MUSIC from JOEU（FM愛媛）
  - 音楽のランチボックス（FM愛媛）
  - Radio Commune EX（FM愛媛）
  - ニューウェーブ大崎 レースガイド（シティエフエム都城）

### 2011年4月放送終了
- 4月1日
  - 島谷ひとみのkeep up spirits!（文化放送）
  - 歌謡大全集（ABCラジオ）
  - 出発進行!うめじゅんです（ラジオ大阪）
  - まにあっく倶楽部A's（秋田放送）
  - ブギウギラジオ（KBCラジオ）
  - むじむじCAFE（シティエフエム都城）
- 4月2日
  - Listen SOUL!（TBSラジオ）
  - Good Time, Good Music（TBSラジオ）
  - ラジオアーカイブ 発掘!ラジオ天国（ニッポン放送）
  - ポッシきゃな?（CBCラジオ）
  - マクロスF○∞△（MBSラジオ）マクロスFラジオシリーズ完全終了
  - ナカジー・オッカーのゲバゲバサタデー（KBCラジオ）
- 4月3日
  - 大鵬製薬 presents 10分の幸せものがたり（TBSラジオ）
  - 山崎真実のサンデー・グッド・サポート（TBSラジオ）
  - Listen HEART!（TBSラジオ）
- 4月8日 - ハイ!近畿税理士会です（ABCラジオ）
- 4月22日 - コモディティ・ナウ（ラジオNIKKEI）[377]

### 2011年5月放送終了
- 5月25日 - 小宮さん 磯山さやか この人と語ろう（アール・エフ・ラジオ日本）
- 5月27日 - アボット感染症アワー（ラジオNIKKEI）

### 2011年6月放送終了
- 6月24日 - FRIDAY CLUB Storage (FM NORTH WAVE)
- 6月25日
  - SHOO POWER サタデー!〜Oh!ドラマティック ラジオ!〜（FM OSAKA）
  - 気象予報士伊藤香の晴れたり曇ったり（HBCラジオ）
- 6月26日 - SHOO POWER CAMP（FM OSAKA）
- 6月30日
  - Love in Action（FM OSAKA / JFN）
  - INDIES FROM NORTH（FM NORTH WAVE）

### 2011年7月放送終了
- 7月23日 - 久保純子のライオンミュージックサタデー（文化放送）[29]

### 2011年8月放送終了
- 8月27日 - DaizyStripperうさぎの夜遊び（CBCラジオ）[378]

### 2011年9月放送終了
- 9月24日
  - 中村正人の夜は庭イヂリ（TOKYO FM）
  - SPORTS GROOVE!!（JFN）
  - ブレス・オブ・フィールド（JFN）
  - MODAISTA（J-WAVE）
- 9月25日
  - au ONAIR MUSIC CHART（TOKYO FM）
- 9月27日- Gogo Be star（NACK5）
- 9月30日 - BARAKAN MORNING（InterFM）
- 月内
  - SEAMOの合格!天狗ゼミナール（K-MIX）
  - HOME MADE 家族のRADIOCATION（JFN）
  - mihimaru GTのラジマルGT（JFN）

### 2011年10月放送終了
- 10月2日
  - 朴璐美・宮野真守のJOY SOUNDファイト!（文化放送）
  - ホップ!ステップ!bump.y（ニッポン放送）
  - 1条STATION ヨシトモ! (2スタ録音)（HBCラジオ）一旦充電
- 10月15日 - 中嶋シゲキのビカビカ☆ナイト!（STVラジオ）

## 放送時間変更
- 1月1日
  - SATURDAY FUN(AIR-G'、土曜日12:00)放送時間拡大前倒し
  - OKINAWA LIFE 〜楽園日和〜（NACK5、土曜日12:30。DJ:鳩間可奈子、サカノケン）放送日時前倒し
  - Mr.シンのドリームトーカー[379]（ラジオ大阪、土曜日11:00）放送時間繰上げ週末移動
  - エンカメ・こころの歌（土曜日22:00。DJ:波江野陽子）放送時間枠週末移動による大幅繰り下げ
- 1月6日
  - K-POPカフェ（ラジオ大阪、木曜23:30。DJ:池田淳子）週末から移動し放送時間大幅繰り下げ[380]
  - たまの袋とじ（ラジオ大阪、木曜24:00）放送時間枠週末移動による大幅繰り下げ
- 2月1日 - 3月31日、エンタマン（TBSラジオ、平日〔火曜日 - 金曜日〕21:50）放送時間縮小し帯番組化
  - 4月10日 - エンタマン（TBSラジオ、日曜21:00）パーソナリティ交代に伴い週1回放送に戻し週末移動
- 2月5日 - ブレイクショック(FMうらら、土曜21:45。出演:AntGirl、AiseI、詩侑 他)
- 3月5日 - 料亭濱長の美佐子でございます(FM高知、第1・第3土曜12:30。DJ:八松美佐子、谷本美尋)[269]
- 4月1日
  - サテライトボイス in お台場 ODAIBA RAINBOW STATION（MUSIC BIRD、金曜20:00 / 土曜22:00）放送時間繰り上げ
  - 東京ガベージコレクション（金曜日25:00）放送時間繰り下げ
- 4月2日
  - おはようサタデー 思いのままに〜ミュージックサンキュー〜（MUSIC BIRD、土曜7:00）放送時間繰り下げ
  - あなたへの招待席（FMいるか、土曜9:00。DJ:石崎理）放送時間繰り上げ
  - Brand-new Saturday（MUSIC BIRD、土曜10:00） 放送時間繰り下げ
  - キャンパスデイズ!（FMいるか、土曜12:00。DJ：週替わり大学生）放送時間繰り下げ縮小
  - スロータイムミュージック（FMいるか、土曜17：00 / 日曜17:00)放送時間繰り上げ
  - 渋谷アニメランド（隔週土曜22:00）放送時間枠週末移動による繰り下げ[243]
  - Hello! Sissy!（Bayfm、土曜日23:30）放送時間繰り下げ週末移動
- 4月3日
  - トランス・ワールド・ミュージック・ウェイズ(TOKYO FM、日曜日5:00)放送時間大幅繰り上げ
  - ENJOY! THE SUNDAY（NACK5、日曜日 6:00）放送時間拡大繰上げ
  - W-inds.の情熱サンデー(fm osaka、日曜8:00)放送時間繰上げに伴う週末移動
  - アポロンの竪琴（FMいるか、日曜日9:00。DJ:石崎理）放送時間繰り上げ
  - 東京海上日動presents Humanglobe Travelers(日曜日15:30)放送時間繰上げ週1回集中放送に伴う週末移動
  - 大橋美加のNice ‘N’Easyタイム（MUSIC BIRD、日曜日18:00）放送時間繰り下げ移動
  - 渋マガZ(NHK総合、日曜日20:05)放送時間繰り下げ
  - VIRTUAL ADVENTURE 2(NACK5、日曜日23:00)THE WORKS、りるラジと枠交換して放送時間拡大繰り上げ
  - THE WORKS(NACK5、日曜24:00)VIRTUAL ADVENTURE 2と枠交換して放送時間繰り下げ
  - りるラジ(NACK5、日曜日24:30)VIRTUAL ADVENTURE 2と枠交換して放送時間繰り下げ
- 4月4日
  - ガヤガヤ我が家（文化放送、月曜日18:30）放送時間繰上げ
  - こんのひとみ いっしょにご飯を食べようね（文化放送、月曜日19:00）放送時間繰り下げ週末から移動
  - 弘兼憲史 大人の扉（ニッポン放送、月曜日19:00）再単独番組化
  - 阿部亮のNGO世界一周!（ニッポン放送、月曜日19:50）放送時間繰り上げ
  - ロンドンブーツ1号2号 田村淳のNewsCLUB（文化放送、月曜日21:00）放送時間繰り下げ週末から移動
  - 水野真紀つれづれラジオ（ニッポン放送、月曜日21:40）放送時間繰り下げ再単独番組化
  - 根本美緒のウェルエイジングライフ（ニッポン放送、21:00）放送時間繰り下げ出戻り
  - SKE48♥1+1は2じゃないよ!（東海ラジオ、平日〔月曜日 - 金曜日〕21:40）放送時間繰り下げ[286]
  - ミッドナイトジャングル(fm osaka、月曜日25:00。DJ:みぃ)放送時間出戻り
- 4月5日 - miwaのオールナイトニッポン（ニッポン放送）一部昇格[381]
- 4月6日 - 高橋克実なんだもの!（ニッポン放送、水曜日21:30）週末から放送時間繰り下げ移動
- 4月7日
  - 浪曲十八番(NHK-FM、木曜日11:00)NHK-FM放送へ移籍[243]
  - カモン!EXPO大作戦!!(fm osaka、木曜日25:00。DJ:嘉門達夫)放送時間拡大繰り下げ
- 4月8日、4月10日 - 1条STATION ヨシトモ! (2スタ録音)（HBCラジオ、金曜日23:30 / 日曜日21:00）放送枠倍増につき放送時間繰り下げ週末移動
- 4月9日
  - ラジオ文芸館(NHK総合、土曜日8:05)放送時間繰上げ[243]
  - 真打ち競演（NHK総合、土曜日20:05）週末移動に伴う放送時間繰り上げ[243]
  - 韓国の音楽が熱い!(STVラジオ、土曜日21:30)放送時間繰り下げ
  - LONELY↑Dの今夜も独りぼっち(CBCラジオ ハイパーナイト、土曜日23:00)放送時間繰り上げ
  - モーニング娘。道重さゆみの今夜もうさちゃんピース（CBCラジオ ハイパーナイト、土曜日23:30）放送時間繰り下げ
- 4月10日
  - 新日曜名作座(日曜日23:10)放送時間繰り下げ[243]
  - 吉田幸のの〜んびりママライフ（RCCラジオ、日曜日12:30）放送時間繰り下げ
  - ラ・ラ・みゅ〜（RCCラジオ、日曜日13:00。DJ:泉水はる佳）放送時間繰り下げ拡大[382]
  - 北野誠と原武之の日曜だもの（CBCラジオ、日曜日20:00）放送時間繰り下げ
  - 渡り廊下走り隊セブン（ニッポン放送、日曜日21:30）放送日週1回集中放送時間繰り上げ
  - 福永俊介のシルクな夜（STVラジオ、日曜日22:30）放送曜日移動&放送時間繰り下げ
- 5月1日放送再開 - ホップ!ステップ!Bump.y（ニッポン放送、日曜日25:30）放送時間繰り下げ週1回集中放送に伴う週末移動
- 7月3日 - コロコロ★トーキング!(ネットラジオ放送局+Nasu-Wave+、日曜日21:00。DJ:コロナ店長)放送時間繰上げ
- 7月3日 - 9月予定、まだ聴いてるのかよ!2（ネットラジオ放送局+Nasu-Wave+、日曜日22:10）期間限定放送時間繰上げ
- 7月1日 - アーリアのありがと ごました!（ラジオカロスサッポロ、金曜日16:30）放送時間繰上げ週末に移動

## 放送再開番組
- 1月3日再開
  - ジブラルタ生命 Heart to Heart ありがとう、先生!（JFN、月・水・金曜日7:19。出演:純名里沙）[383]
  - ガールズ☆ビッグスマイルNeo（FM世田谷、月曜日22:00。DJ:週替わり / 〔週担当制〕五十嵐絵里、山本祐香、薗田砂枝、竹内凛 / 〔不定期月第5週〕大石菜穂子）[384] 加改題、再開
- 1月9日
  - 清水とおるの日曜歳時記（ABCラジオ、日曜日9:45）再開
  - まだ、聴いてるのかよ!2（ネットラジオ放送局+Nasu-Wave+[385]、日曜日23:10）
- 2月18日 - 石井竜也のディア・フレンズ CASIO-Mind Frame-(金曜日11:00)
- 4月5日 - フリーステーションHi-ho!（静岡放送、平日〔火曜日 - 金曜日〕21:00。DJ:伊藤圭介）
- 7月1日 - 後藤麻衣の心配ないさぁ〜!!（アール・エフ・ラジオ日本[386]、金曜日23:45）放送局再移籍再開
- 7月3日 - 週刊!ニッポン放送（ニッポン放送、日曜日5:20。DJ:五戸美樹）

### 期間限定再開番組
- 1月1日 - 1月29日、くるラジ2011（FMQリーグ〔エフエム福岡 制作〕、土曜日23:55。出演：大山裕也〔久留米大学〕、外薗大将〔久留米大学〕） 全5回[388]
  - 2月6日 - くるラジ2011 丸山豊スペシャル（FM FUKUOKA、19:00。出演：大山裕也、永井美緒〔久留米大学〕、高原昇平〔久留米大学〕、菖蒲和人〔久留米大学〕、赤峰唯〔久留米大学〕、橋本稚子〔久留米大学〕）
- 1月1日 -  N's Collection「ぺちゃくちゃ・がーるずPartⅡ」（京都三条ラジオカフェ[103]、土曜日10:15。出演：同志社女子大学情報メディア学科中島ゼミ学生）
- 1月2日 - トランス・ワールド・ミュージック・ウェイズ（TOKYO FM、日曜日24:00日曜日25:00）地上波放送再開
- 4月3日 - 9月25日、RISINGSUNROCKFM（FM NORTH WAVE、日曜日18:00。DJ:潮音）
- 4月6日 - 9月29日、札大ラジオキャンパス!（HBCラジオ、水曜日17:00。DJ:斉藤こずゑ）
- 4月9日 - ヒートアップミュージック（STVラジオ、土曜日21:00。DJ:渋谷もなみ）
- 4月9日（4月10日） - 9月30日（10月1日）、東北民放ラジオ六社会共同制作 昭和歌もよう（青森放送、IBC岩手放送、秋田放送、東北放送、山形放送、ラジオ福島）
- 6月3日 - 9月16日、イナズマロックレディオ（e-radio、金曜日19:00。DJ:西川貴教）[389]
- 10月3日 -  12月23日、日めくり!カレンダーガールズ5（CBCラジオ、〔月曜日 - 木曜日〕23:55。DJ:氏田朋子、夏目みな美、古川枝里子、柳沢彩美、吉岡直子）[390]
- 10月3日 - 2012年3月12日、STVラジオ魂（月曜日20:00。DJ:木村洋二 他日替わり）
- 10月5日 - カムカムカフェ8020（HBCラジオ、水曜日17:00。DJ:GUCHY）
- 10月8日 - 美魔女STYLE（HBCラジオ、土曜7:45）
- 10月25日 - 2012年3月29日、情報どっか〜んライブ!ホームランラジオ(MBSラジオ、〔火曜日 - 木曜日〕18:30)
- 10月28日 - MBSたびぐみ とっておき旅ラジオ（MBSラジオ、金曜日18:30 / 土曜日18:30。DJ:〔金曜日〕馬野雅行、前田阿希子、〔土曜日〕古川圭子 他）
- 3月27日終了後、10月30日 -  2012年3月25日、Kids radio（HBCラジオ、日曜日16:00。DJ:渡辺陽子）